# Cimitero monumentale di Milano
Il cimitero monumentale di Milano è il grande cimitero cittadino che si estende nei pressi del centro del capoluogo lombardo.

## Storia

### Il progetto

Vista dall'interno verso l'ingresso, foto d'epoca

Il monumentale ebbe una gestazione lunga e travagliata cominciata nel 1837 su sollecitazione dell'amministrazione austriaca del Regno Lombardo-Veneto in sostituzione dei sei preesistenti cimiteri milanesi avviati alla chiusura e alla dismissione. Vincitore del concorso finale indetto dal comune di Milano fu il progetto dell'architetto Carlo Maciachini (1818-1899), realizzato a partire dal 1864 in stile eclettico con richiami bizantini, gotici e romanici.
La prima deliberazione relativa all'erezione del nuovo cimitero fu quella presa nel 1837 dalla Congregazione Municipale (l'attuale giunta municipale delle città italiane) presieduta dal podestà conte Gabrio Casati nel suo primo anno di mandato: in quella deliberazione la giunta bandiva un concorso per un nuovo cimitero che fosse «degno del lustro di Milano, onde riunirvi lapidi e monumenti per distinti cittadini e sepolcri di famiglia, e vasto a raccogliere tutte le spoglie dei trapassati».
Dal 1837, data della prima delibera, al 1863, data dell'approvazione del progetto definitivo del Maciachini, trascorse un quarto di secolo segnato da difficoltà, contrasti e litigi. L'iniziale delibera del 1837 aveva previsto che il cimitero sorgesse su un'area fuori città di 55 200 mq alle Cascine Abbadesse (oggi nei pressi via Melchiorre Gioia): nel giugno 1839, allo scadere del concorso, vennero presentati venticinque progetti fra i quali ebbero grande appoggio quelli degli architetti Alessandro Sidoli e Giulio Aluisetti; i progetti vennero sottoposti per un parere all'Accademia delle Belle Arti di Brera, che preferì il progetto del Sidoli. Nonostante questo parere autorevole, il 12 agosto 1843 il consiglio incaricò l'Aluisetti di redigere un secondo disegno che venne quindi approvato il 4 settembre 1846. 

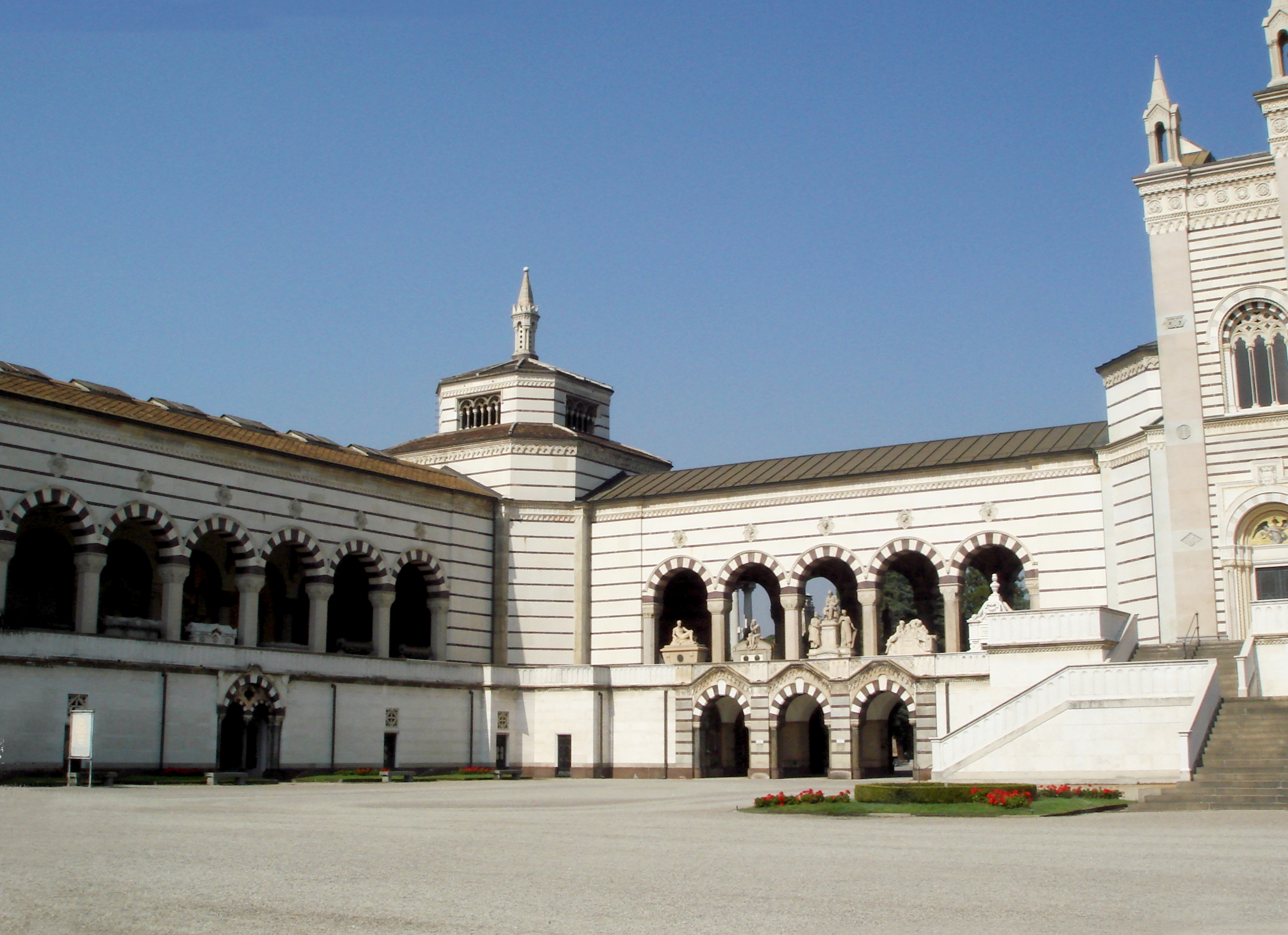
Dettaglio del loggiato

Il nuovo progetto, tuttavia, si arenò per una serie di eccezioni e obiezioni sollevate sull'area prescelta e sulle caratteristiche del terreno che lasciavano temere un inquinamento delle acque potabili che lo attraversavano. Superata ogni obiezione grazie al rapporto del celebre chimico Antonio Kramer, il progetto venne inviato per approvarne la spesa al governo che il 10 marzo 1847, contro ogni previsione, negò l'autorizzazione chiedendo un nuovo progetto che prevedesse il cimitero in un'area diversa dalle Cascine Abbadesse, il cui terreno era già stato acquistato dal comune.
I fatti politici del 1848 portarono a un ulteriore stallo della questione ma non della lotta fra il progetto del Sidoli e quello dell'Aluisetti: nel 1855, infatti, con Milano nuovamente sotto l'amministrazione asburgica, la congregazione risollevò il tema del monumentale e il periodico Giornale dell'ingegnere-architetto ripresentò, caldeggiandolo, il disegno del Sidoli, ma la morte di quest'ultimo venne a bloccare ogni decisione. Venne quindi nominata una nuova commissione che selezionasse una nuova area sul quale erigere il nuovo cimitero secondo il progetto dell'Aluisetti, ma anche quest'ultimo morì da lì a poco. La nuova area era compresa fra Porta Tenaglia e Porta Comasina ed era stata appositamente acquistata dal comune che, dopo la morte dell'Aluisetti, incaricò l'ing. Pestagalli di adattarne il progetto alla nuova area acquisita, che è quella su cui sorge il cimitero odierno. 

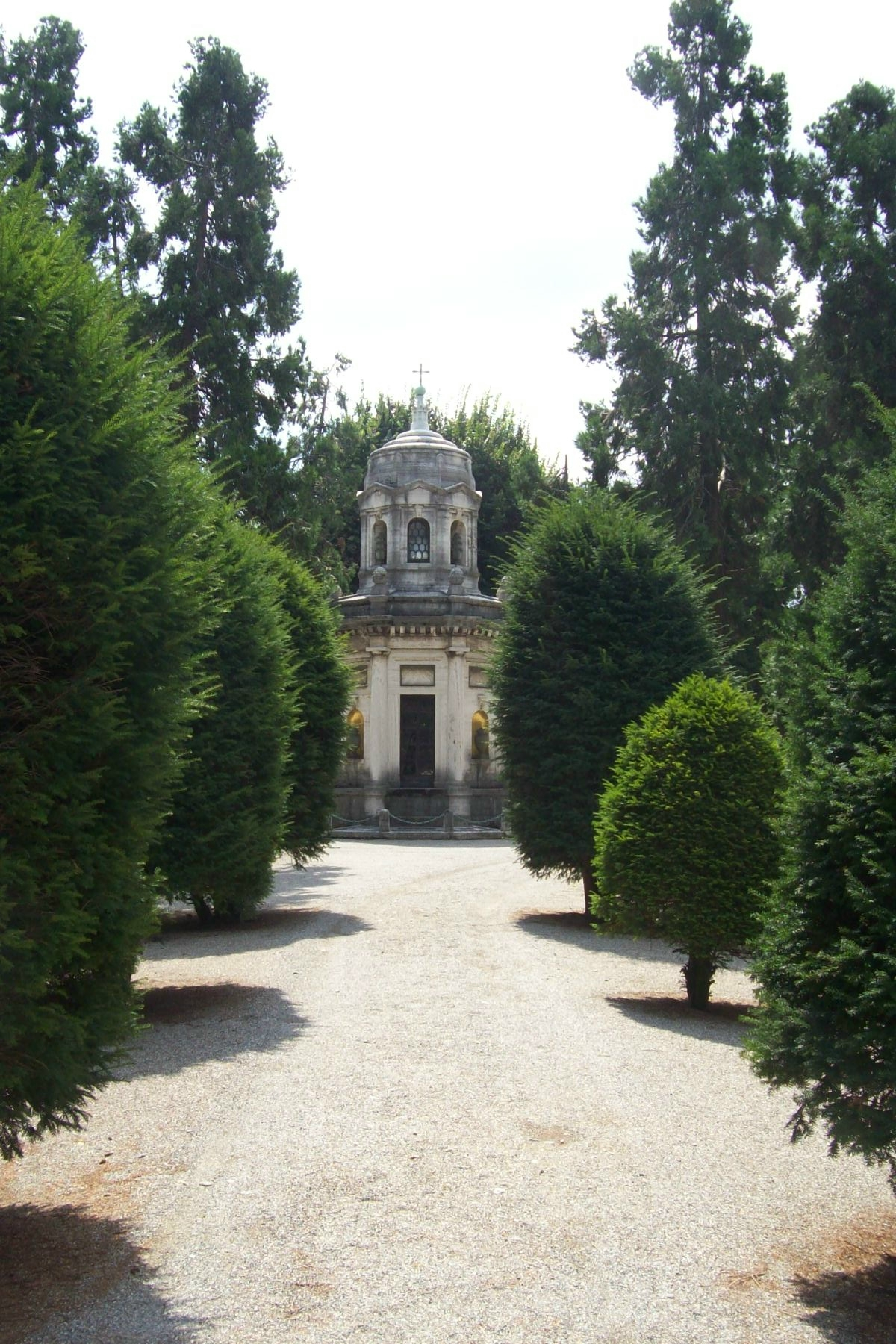
Uno dei viali alberati interni del cimitero

Cominciarono dunque i lavori di spianamento del terreno e costruzione del muro di cinta. La sopraggiunta liberazione dall'Austria tuttavia determinò che il nuovo comune di Milano nella seduta del 20 maggio 1860 (sotto il sindaco Antonio Beretta) sospendesse ogni lavoro portando come giustificazione l'insufficiente spazio racchiuso nel muro di cinta. Probabilmente, come suggerisce il Beltrami, i motivi erano più legati alla volontà di allontanarsi da una faccenda durata vent'anni sotto la dominazione austriaca e dal progetto orientato a uno stile greco-romano che ormai aveva fatto il suo tempo.
Venne quindi indetto un nuovo concorso con termine il 30 settembre 1861, poi protratto al 31 dicembre e infine al febbraio 1863, al quale parteciparono ventuno progetti fra cui quello di Carlo Maciachini che, nella seduta del 10 luglio 1863 venne indicato come il migliore. Negli stessi anni in cui si dava avvio ai lavori per la galleria Vittorio Emanuele II e per la nuova piazza del Duomo, si volle esprimere la necessità di un luogo in cui il culto religioso dei defunti si potesse unire a forti valenze civili. La decisione della Commissione, anche questa volta, non fu esente da polemiche; tuttavia, già alla fine del 1863, si poterono avviare i lavori di trasformazione di un'area di circa 180 mila metri quadri.

### L'apertura del Monumentale
La benedizione inaugurale fu impartita da monsignor Giuseppe Calvi il 2 novembre (giorno della commemorazione dei defunti) del 1866, alla presenza del sindaco Beretta; nello stesso giorno avvenne la prima tumulazione, quella della salma, traslata dal cimitero di Porta Magenta, del compositore e collezionista di manoscritti e stampe musicali Gustavo Noseda, morto il 27 gennaio dello stesso 1866 di tisi prima del debutto di una sua opera alla Scala. Pur ancora incompleto nelle parti architettoniche, dal 2 novembre al 31 dicembre il Monumentale vide altre 16 tumulazioni, ma l'apertura propriamente detta avvenne il 1º gennaio 1867.
Il recinto in muratura venne completato nel 1870, mentre l'Ossario, con allora soprastante cappella cattolica, fu terminato nel 1874. Da allora il monumentale si è andato via via estendendo per un totale di circa 250 mila mq. comprendendo gli edifici di ingresso, i riparti, le sezioni rialzate, nuove aree laterali e le due parti destinate alle sepolture acattoliche e israelitiche. Nonostante questi successivi interventi, il progetto originale del Maciachini non è mai stato stravolto e si è arricchito di un gran numero di opere d'arte funeraria di genere classico e contemporaneo, come templi greci, elaborati obelischi e altri lavori originali, tra cui la versione ridotta della Colonna Traiana.
Per l'altissimo valore artistico di sculture, tombe, edicole funerarie e altre opere presenti al suo interno, il cimitero monumentale di Milano è un vero e proprio "museo a cielo aperto", tra i più artisticamente e storicamente importanti d'Italia, insieme al cimitero monumentale di Torino, al monumentale di Brescia, al Verano di Roma, al monumentale di Staglieno a Genova, al monumentale della Certosa di Bologna, al monumentale di Messina e al monumentale di Bonaria a Cagliari.
Al 1970 risale un ampliamento con intervento "mimetico" in forme neogotiche.

## Descrizione
Il progetto Maciachini si caratterizza per la funzionale distribuzione delle costruzioni architettoniche: la facciata dell'ingresso si presenta come una aggregazione ordinata e simmetrica di edifici dal cui fulcro, originariamente destinato a chiesa e trasformato in Famedio nel corso dei lavori, si dipartono ali porticate (dette Gallerie) che terminano piegandosi in avanti di 90° per delimitare un piazzale. Le Gallerie sono scandite dalle cosiddette Edicole, che si trovano in testa e agli angoli di intersezione dei porticati. Anche all'interno del Monumentale prevale questa composizione modulare, con un viale centrale che lo divide in due parti simmetriche e che si incrocia a metà percorso con un asse trasversale, determinando le coordinate di una griglia entro la quale sono compresi i vari Riparti. La rigorosità dell'insieme è tuttavia movimentata dalla varietà di architetture, ispirate a scelte stilistiche eclettiche e meno severe rispetto ad altri cimiteri neoclassici di cui si erano nel frattempo dotate altre città italiane. Importante anche l'uso dei materiali, che Maciachini aveva scelto facendo attenzione alla qualità funzionale ma anche alla resa cromatica, giocando sul contrasto fra il bianco del Botticino e il rosso scuro della pietra Simona nelle fasce orizzontali che risaltano sulla facciata. 

### Famedio

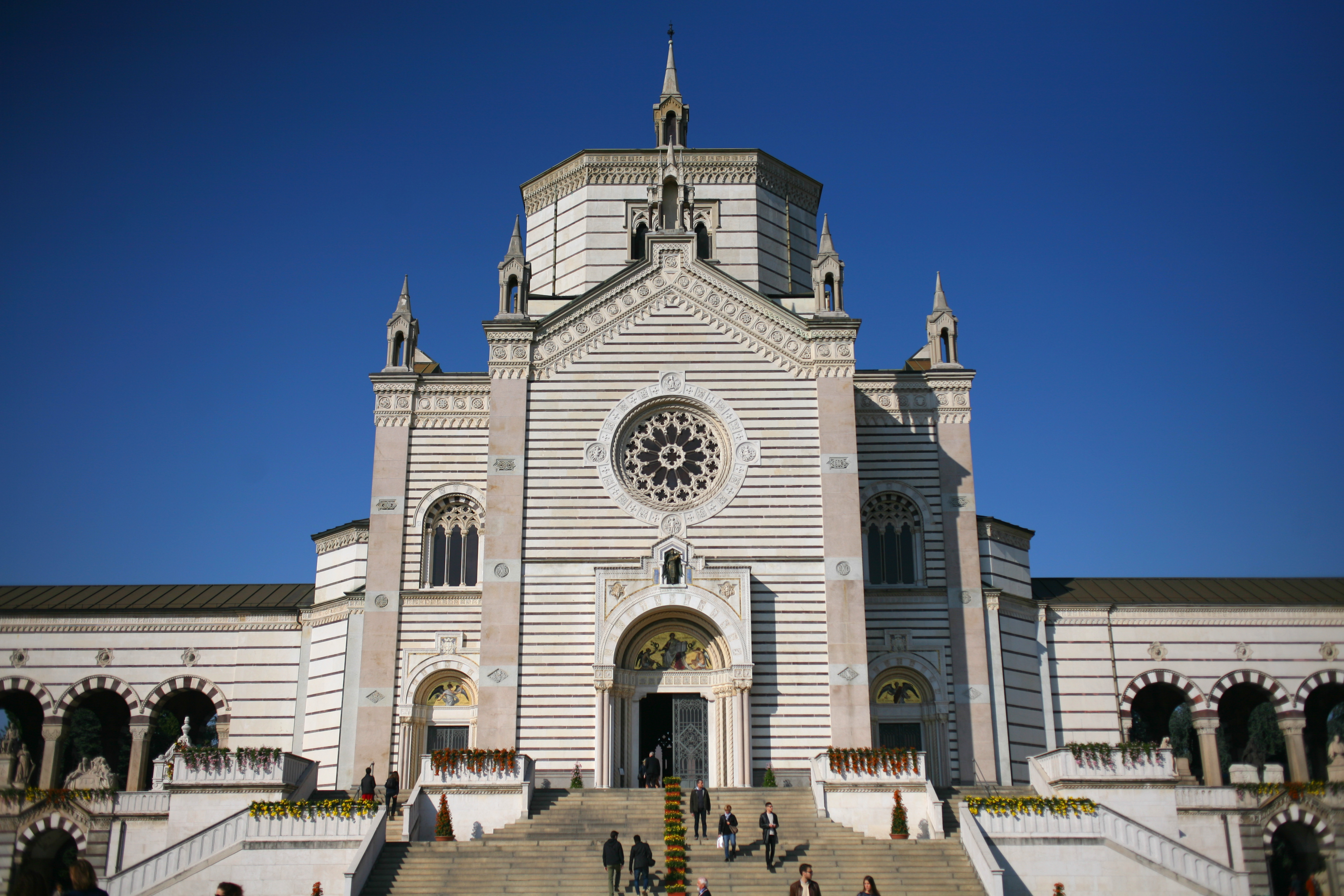
Il Famedio

Il famedio, nome derivante dal latino famae aedes, ossia "tempio della fama", è posto all'entrata principale del cimitero, in posizione innalzata e raggiungibile tramite un grande scalone. Consiste in una voluminosa costruzione in stile neogotico di marmo e mattoni, inizialmente ideata per essere una chiesa.
Dal 1869 si incominciò a pensare di far divenire questa chiesa mancata, appunto, un famedio, un luogo di tumulazione dei milanesi (di nascita o d'adozione) "illustri" o "benemeriti". Il lavoro iniziò qualche anno dopo, nel 1875, e fu completato nel 1887. Nel frattempo, a famedio ancora incompleto, vi erano state traslate le salme di Alessandro Manzoni e Carlo Cattaneo, già deceduti da vari anni e già presenti nel cimitero. Il letterato, imbalsamato, vi era stato posto la mattina del 22 maggio 1883, nell'ambito delle cerimonie per il decimo anniversario della sua morte (nel pomeriggio dello stesso giorno verrà inaugurato il monumento manzoniano di piazza San Fedele), alla presenza di numerose autorità e di membri della sua famiglia, mentre il patriota e politologo vi era stato posto il 23 marzo 1884; i due illustrissimi milanesi, i primi ad occupare il famedio, da allora sono tumulati in due sarcofagi marmorei identici, sormontati dallo stemma crociato della città.
Nel 1895 morì Cesare Cantù, che venne tumulato nel famedio; vi rimase solo dieci anni, poiché nel 1905 avvenne la traslazione nella natia Brivio. Risale al 1958 il posizionamento al centro del famedio del sarcofago di Manzoni e il suo innalzamento sopra un basamento con bassorilievi scultorei in bronzo di Giannino Castiglioni.

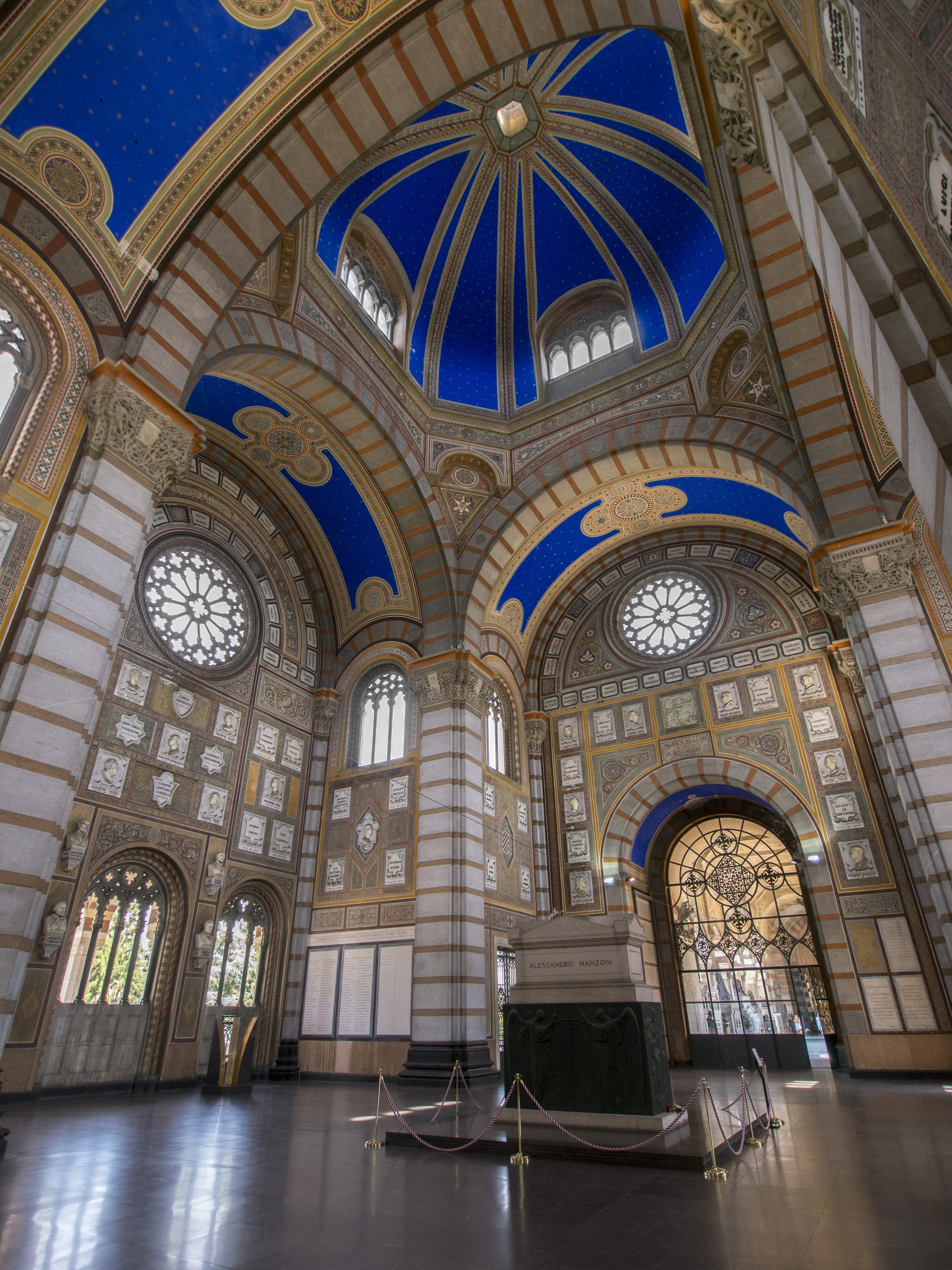
Interno del famedio con la tomba di Alessandro Manzoni al centro

I milanesi tumulati direttamente nel famedio per ora sono otto: oltre ai già citati Alessandro Manzoni (tomba principale, innalzata al centro) e Carlo Cattaneo, vi sono anche Luca Beltrami (traslato dal cimitero di Cireggio, frazione di Omegna, nel 1985, riposa in un sarcofago marmoreo opera di Giannino Castiglioni), Leo Valiani, Bruno Munari, Carlo Forlanini, Salvatore Quasimodo e Carla Fracci (tumulati in colombari); nel famedio sono presenti anche diversi cenotafi. Vi è però una parte sottostante, chiamata Cripta del Famedio, comunque parte del famedio stesso, in cui le tumulazioni illustri o benemerite (tutte in colombari o ampie cellette, alcuni dei quali, sia colombari che cellette, contengono ceneri o resti esumati) sono più numerose.
Nel famedio sono inoltre incisi, in lista su delle tavole di pietra murate alle pareti, i nomi di altre importanti figure legate a Milano che sono tumulate sia nello stesso cimitero monumentale che in altri luoghi, o conservate privatamente, come ad esempio Giuseppe Verdi, inizialmente tumulato al Monumentale per poi essere traslato in un tempietto-cripta nel cortile della casa di riposo per musicisti da lui fondata, o Raimondo Vianello, tumulato nella sua tomba di famiglia al cimitero del Verano, a Roma, o Sandra Mondaini, tumulata a Milano, ma in un altro cimitero, quello di Lambrate, o Krizia, le cui ceneri sono conservate in famiglia. Anche i nomi di Herbert Kilpin, principale fondatore del Milan, con i resti che riposano in una celletta della Galleria BC di Levante Inferiore dello stesso monumentale, e Giorgio Muggiani, principale fondatore dell'F.C. Internazionale Milano, tumulato nel cimitero di Lenno, a Tremezzina, sul lago di Como, vi sono stati incisi. Tradizionalmente, ogni 2 novembre avviene una cerimonia pubblica presenziata dal sindaco per l'avvenuta aggiunta di nuovi nomi.
Nel 1983 gli affreschi delle volte del famedio vennero restaurate da Valeriano Dalzini.
Oltre al famedio e alla sua cripta, nel cimitero monumentale vi sono altri tre luoghi specificamente dedicati alla tumulazione di persone illustri o benemerite: il Civico Mausoleo Palanti (una ex edicola privata, dedicata a "illustri cittadini", resa attiva per questo scopo dal 1974 al 1993), la più recente Nicchia D dell'Edicola F di Levante Superiore (dedicata a "cittadini noti e benemeriti", zona porticata tuttora attiva, dotata però soltanto di piccole cellette e, distaccata, dalla colonna che ospita le ceneri di Enzo Tortora) e, da ultimo, il Civico Mausoleo Garbin (altra ex edicola privata, anch'essa composta da piccole cellette, attivata, dopo un lungo restauro, soltanto nel 2014).
Tutte queste tumulazioni speciali sono completamente a carico del comune di Milano.

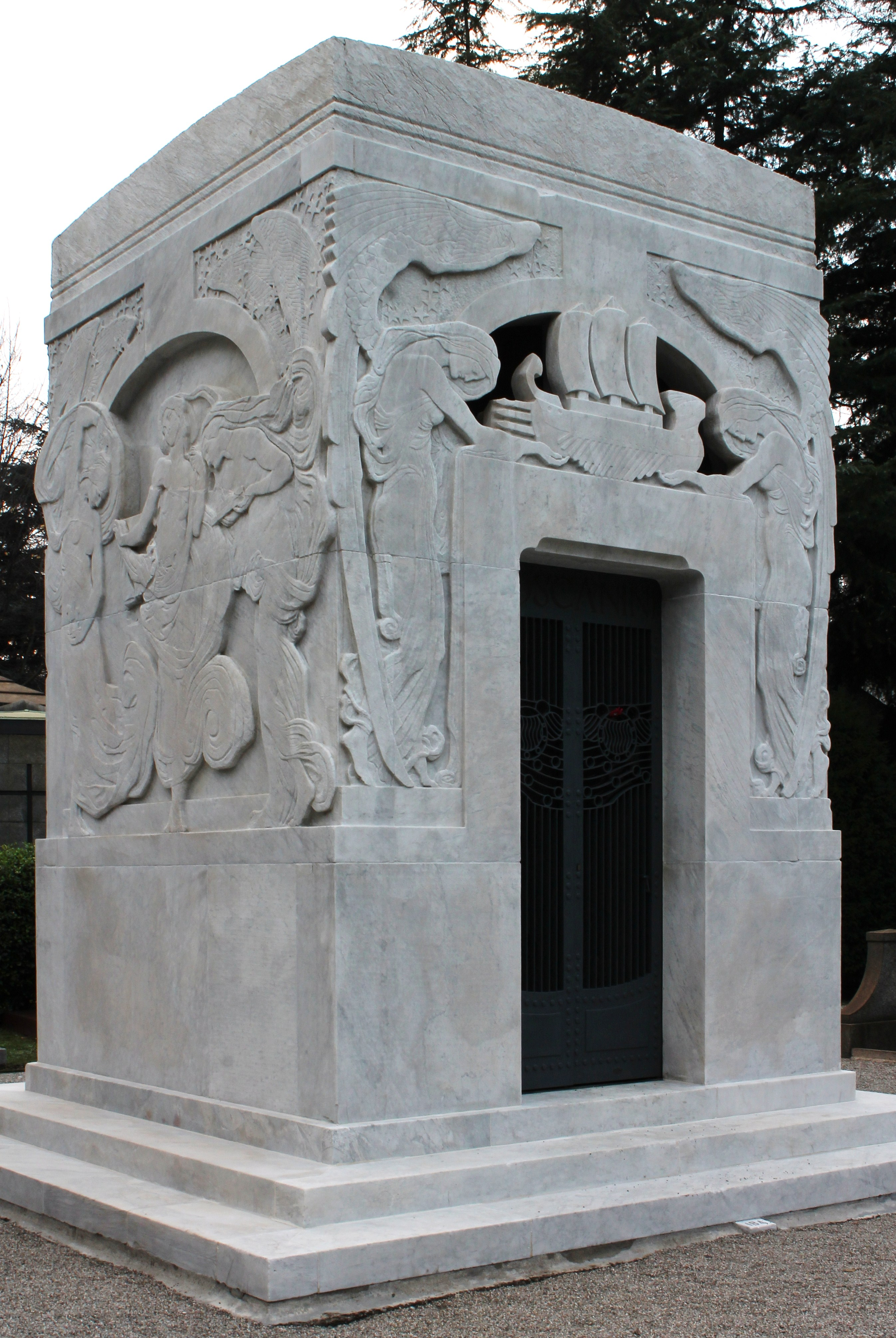
Edicola di Arturo Toscanini, inizialmente costruita per il figlio Giorgio, bambino morto di difterite a Buenos Aires nel 1906 mentre era al seguito del padre; è opera dell'architetto Mario Labò; si notano, scolpiti da Leonardo Bistolfi, simboli d'infanzia e di viaggio in mare, il mesto viaggio di ritorno che dovette fare la piccola salma

### Tempio crematorio

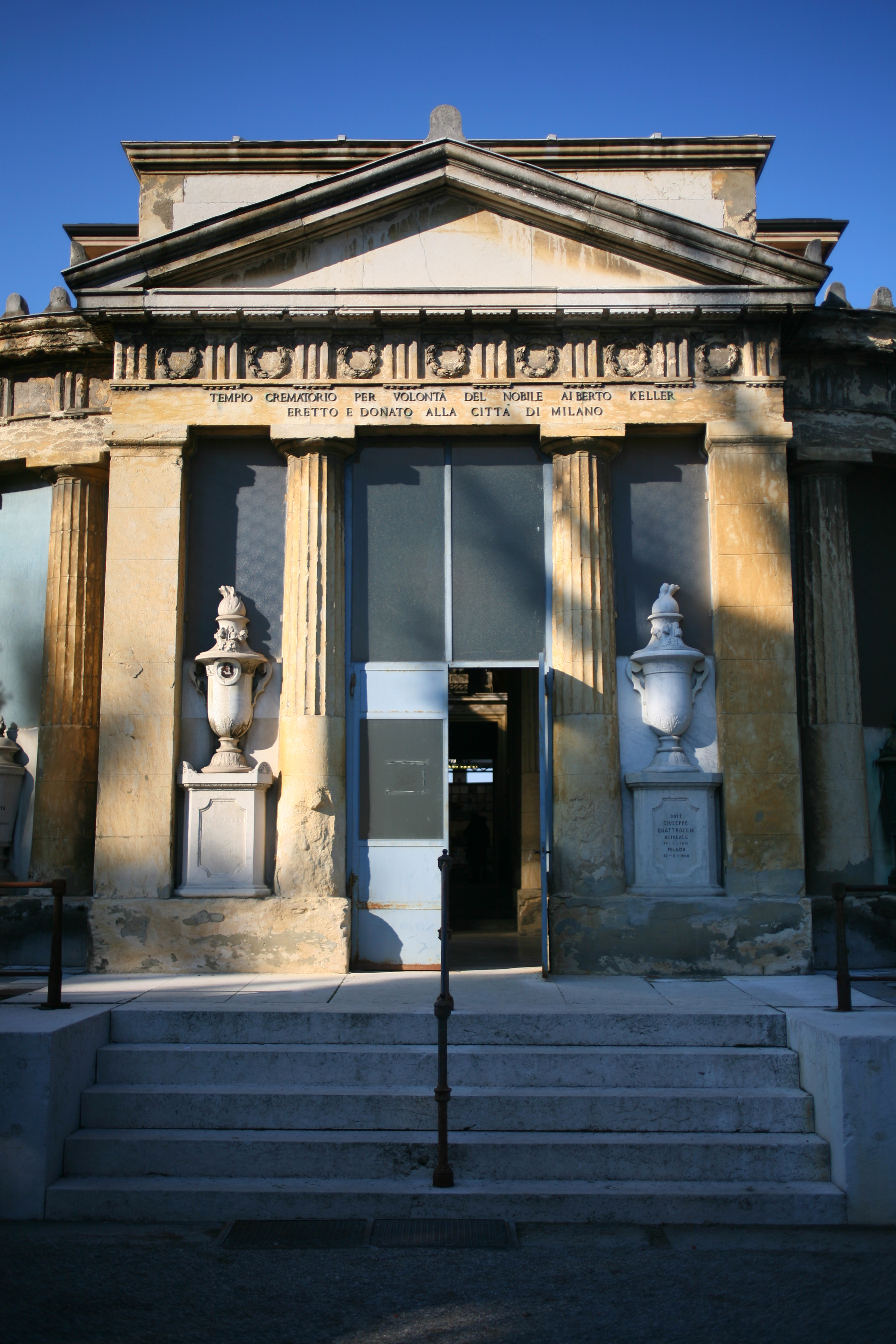
Tempio Crematorio

Nel 1876 venne edificato, per volontà dell'industriale tessile Alberto Keller, il primo tempio crematorio in Italia. Il primitivo apparecchio crematorio presente nel tempio, consisteva in un'ara dove l'incenerimento della salma era assicurato da una serie di fiammelle alimentate a gas illuminante su sistema Polli-Clericetti. Nel corso degli anni si succedettero numerose modifiche fino all'installazione nel 1896 dei quattro forni di tipo Gorini, originariamente alimentati a legna, tuttora visibili. 
Il crematorio ha cessato il suo funzionamento dopo l'introduzione dei più moderni forni del crematorio nel cimitero di Lambrate.

### Sepolture illustri
Nel cimitero monumentale sono inoltre presenti i monumenti sepolcrali di note famiglie della grande borghesia industriale milanese, tra cui quello della famiglia Falck, quello della famiglia di Ferdinando Bocconi — fondatore dell'università dedicata al figlio primogenito disperso nel 1896 nella Battaglia di Adua, e proprietario dei grandi magazzini omonimi poi divenuti la Rinascente, fondata da Senatore Borletti, a sua volta titolare di una maestosa edicola —, quelli delle famiglie Campari, Bracco — industriali farmaceutici —, Brambilla — fondatori delle industrie chimiche e cotoniere omonime —, e quello della famiglia di Giovanni Treccani, industriale e fondatore dell'enciclopedia Treccani.

### Il Riparto israeliti
Il Riparto, progettato dal Maciachini, fu aperto nel 1872 in sostituzione delle zone israelitiche dei soppressi cimiteri milanesi. Si trova ad est del famedio, separato dal resto del cimitero da un muro. L'attuale area è il risultato di un ampliamento del 1913, che aggiunse una fascia a sud e una a est. Il padiglione centrale era originariamente l'ingresso del cimitero.
La numerazione delle tombe si ripete, in quanto il Riparto è suddiviso in 6 campi e un ampliamento. Vi sono inoltre tre campi comuni di cui uno per i bambini, con sepolture comprese tra il 1873 e il 1894, composto da piccole lapidi in mezzo a un prato riportanti nome, cognome e data di morte.
Vi sono anche edicole familiari (di cui due progettate dallo stesso progettista di tutto il cimitero Carlo Maciachini), dei colombari e cellette sulle pareti a nord e ovest, e delle tumulazioni nel padiglione centrale. L'ossario centrale ospita sia i resti dei corpi esumati allo scadere delle concessioni, che quelli traslati dai cimiteri soppressi.
In questo Riparto si trovano anche nomi e cenotafi di persone citate alla memoria in quanto uccise dai nazisti, anche in seguito a deportazione nei campi di concentramento.
Numerosi sono i monumenti di valore artistico a cui hanno contribuito architetti e scultori importanti, descritti nella guida storico-artistica di Giovanna Ginex e Ornella Selvafolta.
Hanno lavorato nel Riparto israeliti, gli architetti Carlo Maciachini (edicole Davide Leonino e Pisa), Giovanni Battista Bossi (tomba Anselmo de Benedetti), Ercole Balossi Merlo (edicola Leon David Levi), Luigi Conconi (edicola Segre), Giovanni Ceruti (edicola Vitali), Carlo Meroni (tomba Taranto), Cesare Mazzocchi (edicola Giulio Foligno), Manfredo D'Urbino (edicola Jarach, tomba Mayer, tomba Besso, monumento ai Martiri Israeliti del Nazismo), Gigiotti Zanini (tomba Zanini), Adolfo Valabrega (edicola Moisè Foligno), Agostino Caravati (tomba Alessandro Forti), Luigi Perrone (edicola Goldfinger), e gli scultori Emilio Quadrelli (edicola Pisa), Giuseppe Daniele Benzoni (tomba Ottolenghi Finzi), Luigi Vimercati (tomba Estella Jung), Rizzardo Galli (tomba Vittorio Finzi), Enrico Cassi (tomba De Daninos), Attilio Prendoni (tombe Errera e Conforti), Eduardo Ximenes (edicola Treves), Giulio Branca (tomba Giovanni Norsa, tomba Michelangelo Carpi), fratelli Bonfanti (tombe Davide e Beniamino Foà), Enrico Astorri (tombe Carolina Padova e Fanny Levi Cammeo), Egidio Boninsegna (tomba Giuseppe Levi), Dario Viterbo (colombaro Levi Minzi), Giannino Castiglioni (tombe Ettore Levis e Goldfinger), Adolfo Wildt (tomba Cesare Sarfatti), Eugenio Pellini (tomba Bettino Levi), Arrigo Minerbi (tomba Renato del Mar), Roberto Terracini (tomba Nino Colombo).
Il padiglione centrale è stato arricchito nel maggio 2015 con vetrate artistiche rappresentanti le Dodici tribù di Israele, opere dell'artista Diego Pennacchio Ardemagni.

## Autori celebri di opere funerarie nel cimitero monumentale
La sepoltura al Monumentale divenne nel corso degli anni una forma importante di rappresentanza sociale, soprattutto dopo l'istituzione (1895) delle sepolture perpetue che, garantendo una permanenza nel tempo dell'edificazione di una tomba di famiglia, diede slancio all'attività di grandi architetti, scultori e artisti che nel tempo hanno reso il cimitero un campionario significativo degli stili e delle testimonianze artistiche che si sono avvicendate dall'Ottocento in avanti. Le opere più numerose risalgono ai primi anni del Novecento, quando gli spazi non si erano ancora saturati, ma non mancano esempi di stili successivi, tanto da rendere possibile l'intreccio di diverse letture: non solo il passaggio di diverse stagioni artistiche, ma anche la storia civile e l'immagine stessa della città. 

All'elevatissimo numero di edicole, monumenti funebri, statue, gruppi scultorei hanno lavorato nel corso della storia del cimitero diversi artisti, tra cui:
- Italo Antico (1934)
- Giulio Ulisse Arata (1881-1962)
- Antonio Argenti (1845-1916)
- Giosuè Argenti (1819-1901)
- Franco Asco (1903-1970)
- Ruperto Banterle (1889–1968)
- Angelo Biancini (1911-1988)
- Remo Bianco (1922-1988)

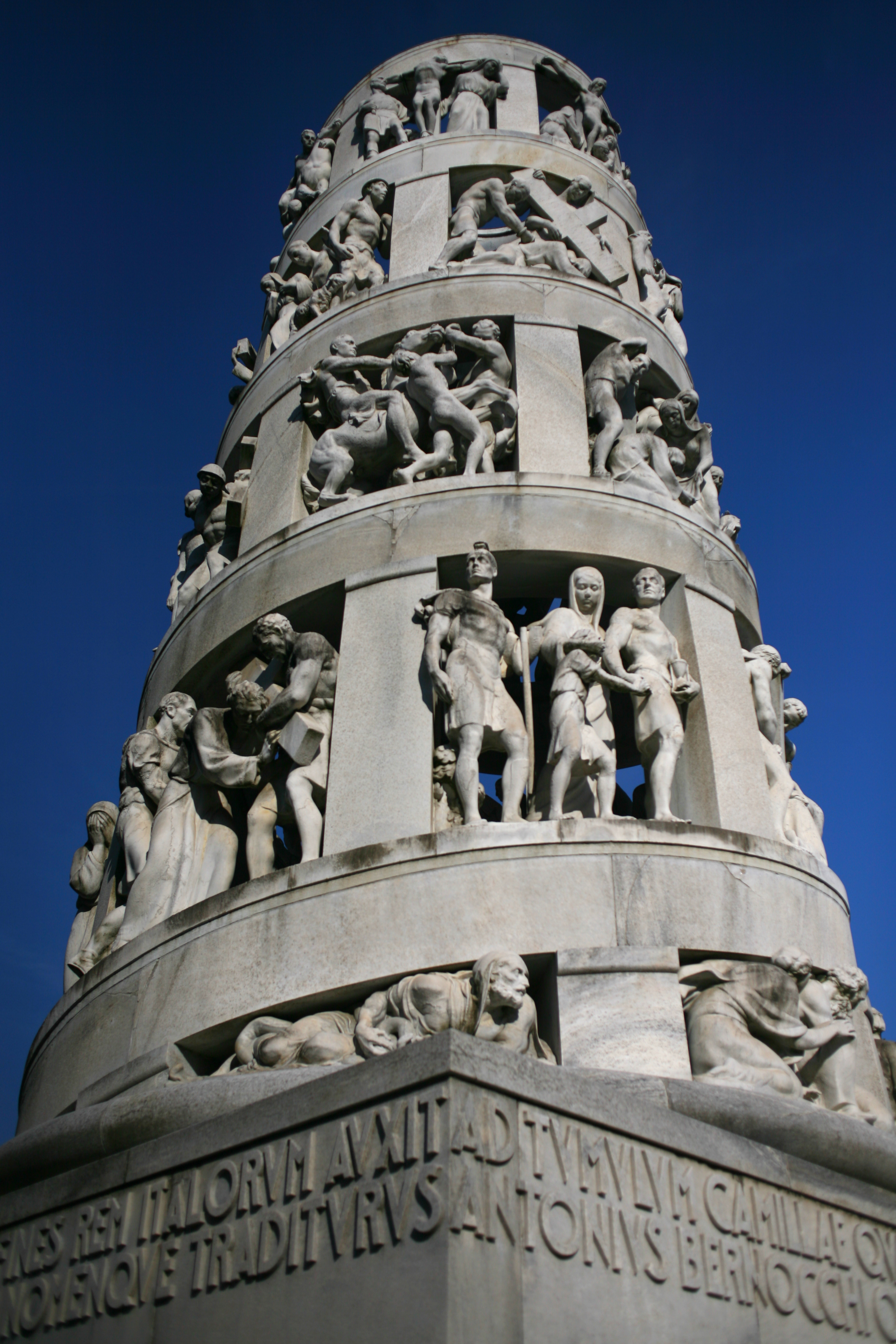
La tomba di Antonio Bernocchi, realizzata da Giannino Castiglioni

- Giovanni Battista Bossi (1864-1924)
- Leonardo Bistolfi (1859-1933)
- Orsino Bongi (1875-1921)
- Giuseppe Boni (1884-1936)
- Giovan Battista Borsani (1850-1906)
- Claudio Botta (1891-1958)
- Antonio Bottinelli (1827-1889)
- Giovanni Broggi (1853-1919)
- Enrico Butti (1847-1932)
- Antonio Carminati (1859-1908)
- Giannino Castiglioni (1884-1971)
- Ettore Cedraschi (1909-1996)
- Francesco Confalonieri (1850-1925)
- Nando Conti (1906-1960)
- Luigi Crippa (1838-1895)
- Mino Fiocchi (1893-1983)
- Lucio Fontana (1899-1968)
- Angelo Galli (1870-1933)
- Antonio Galli (1812-1861)
- Rizzardo Galli (1836-1914)
- Primo Giudici (1852-1905)
- Domenico Ghidoni (1857-1920)
- Enrico Agostino Griffini (1887-1952)
- Orazio Grossoni (1867-1952)
- Mario Labò (1884-1961)
- Sigismondo Martini (1883-1959)
- Pasquale Miglioretti (1822-1881)
- Felice Mina (1912-1976)
- Arrigo Minerbi (1881-1960)
- Mario Palanti (1885-1978)
- Dante Parini (1890-1969)
- Riccardo Pitter (1899-1976)
- Piero Portaluppi (1888-1967)
- Medardo Rosso (1858-1928)
- Angelo Savoldi (1845-1916)
- Vincenzo Vela (1820-1891)
- Adolfo Wildt (1868-1931)

## Galleria d'immagini

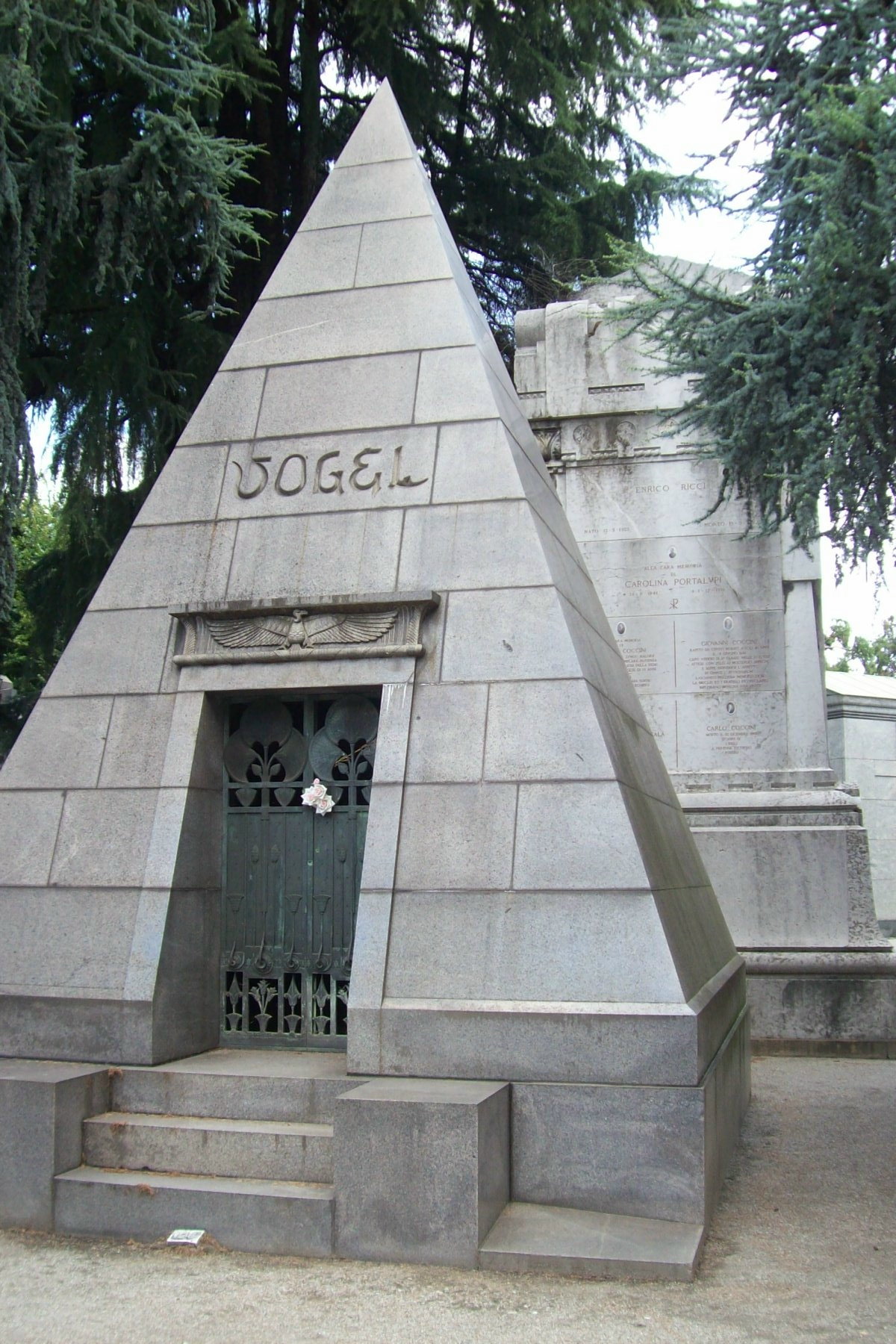
Edicola Vogel
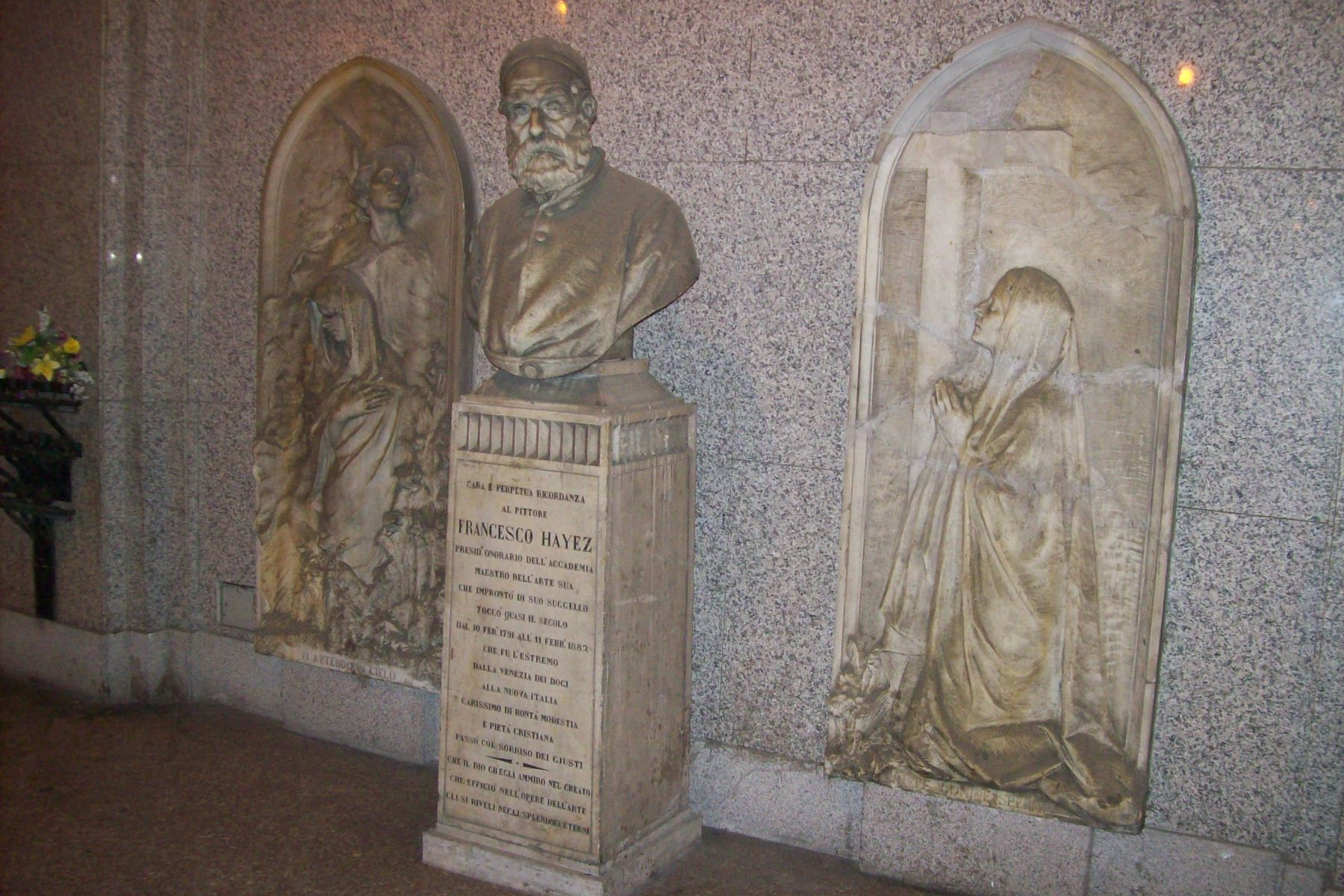
Monumento a Francesco Hayez nella Cripta del Famedio
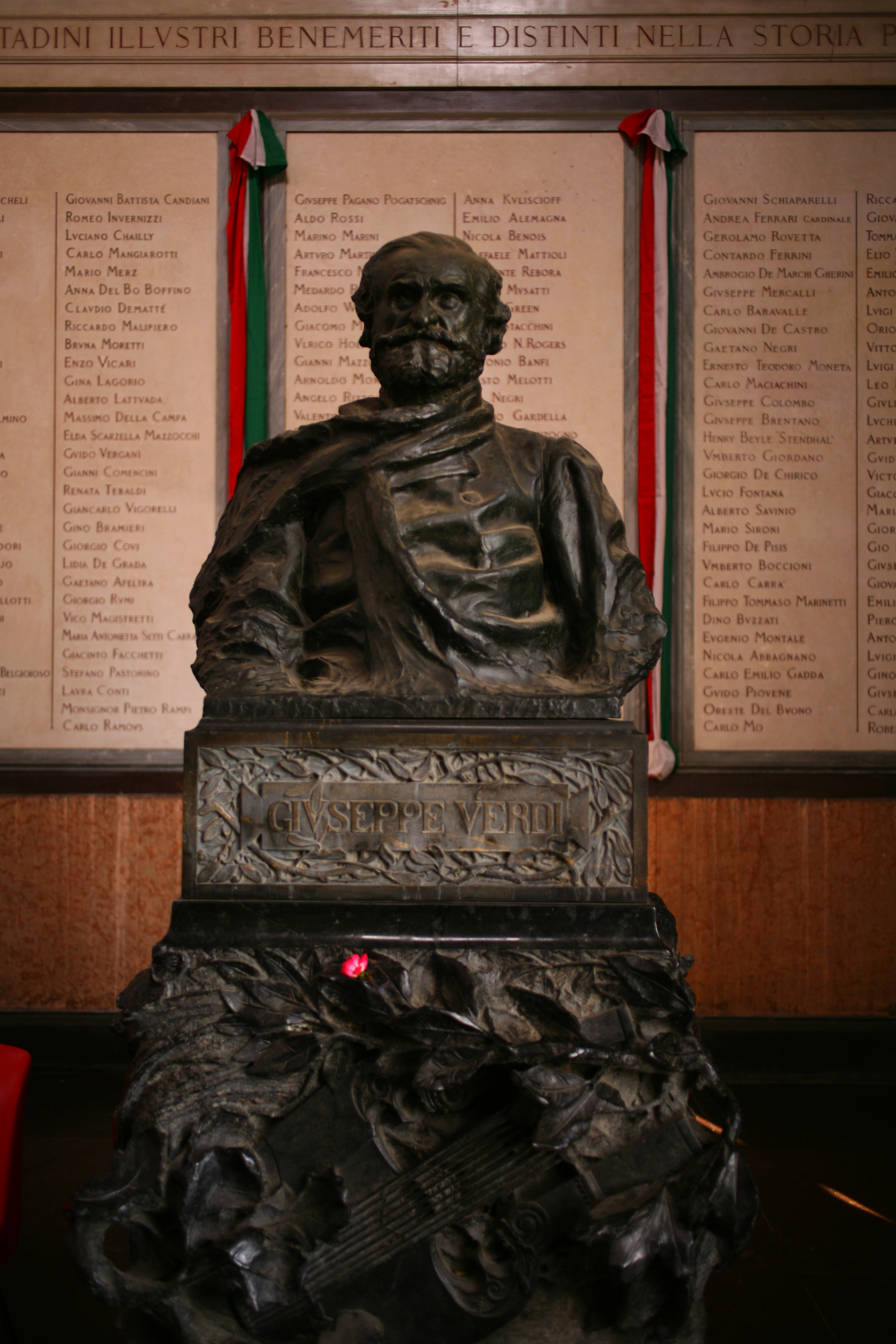
Busto di Giuseppe Verdi nel Famedio
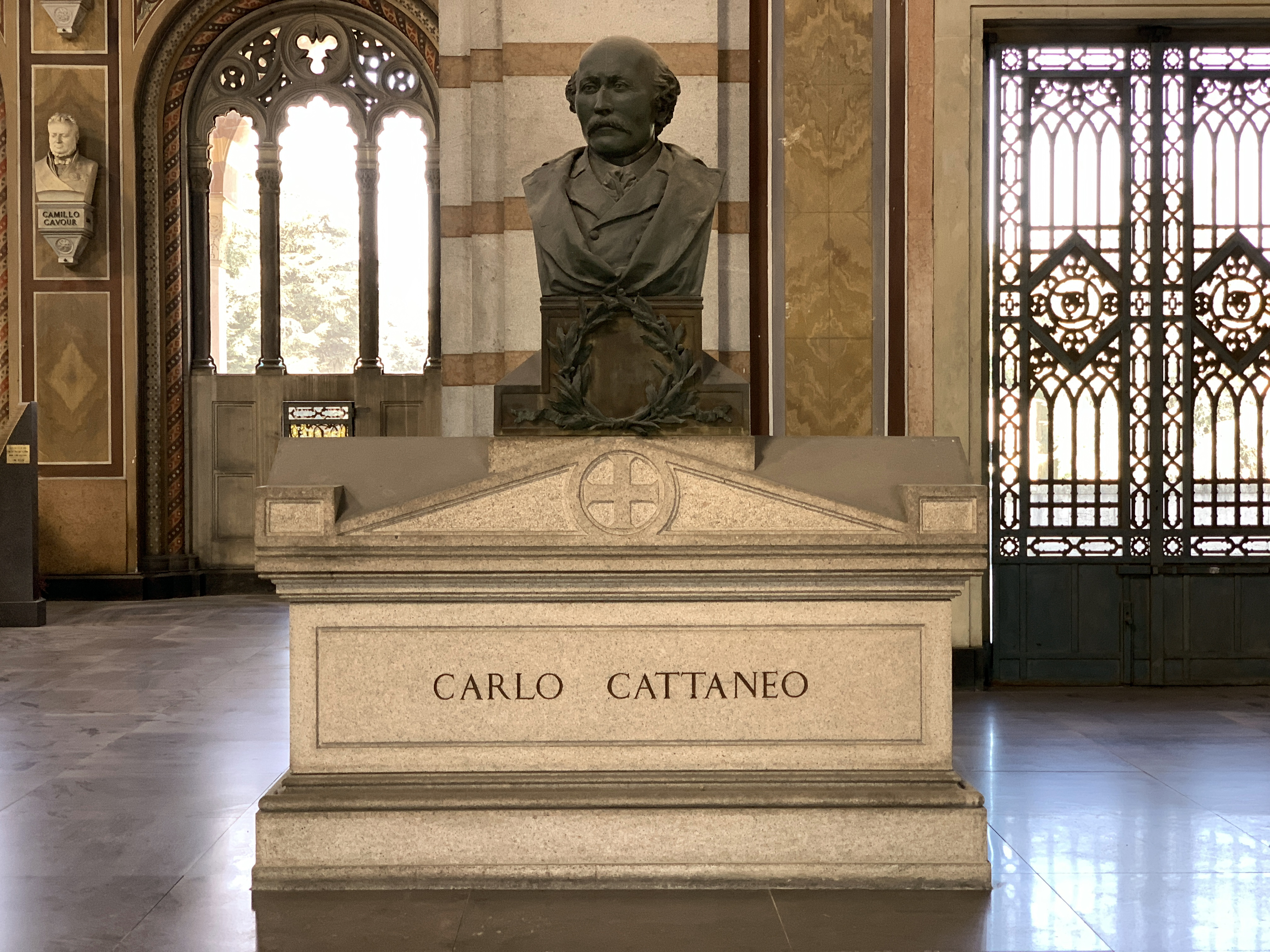
Tomba di Carlo Cattaneo nel Famedio
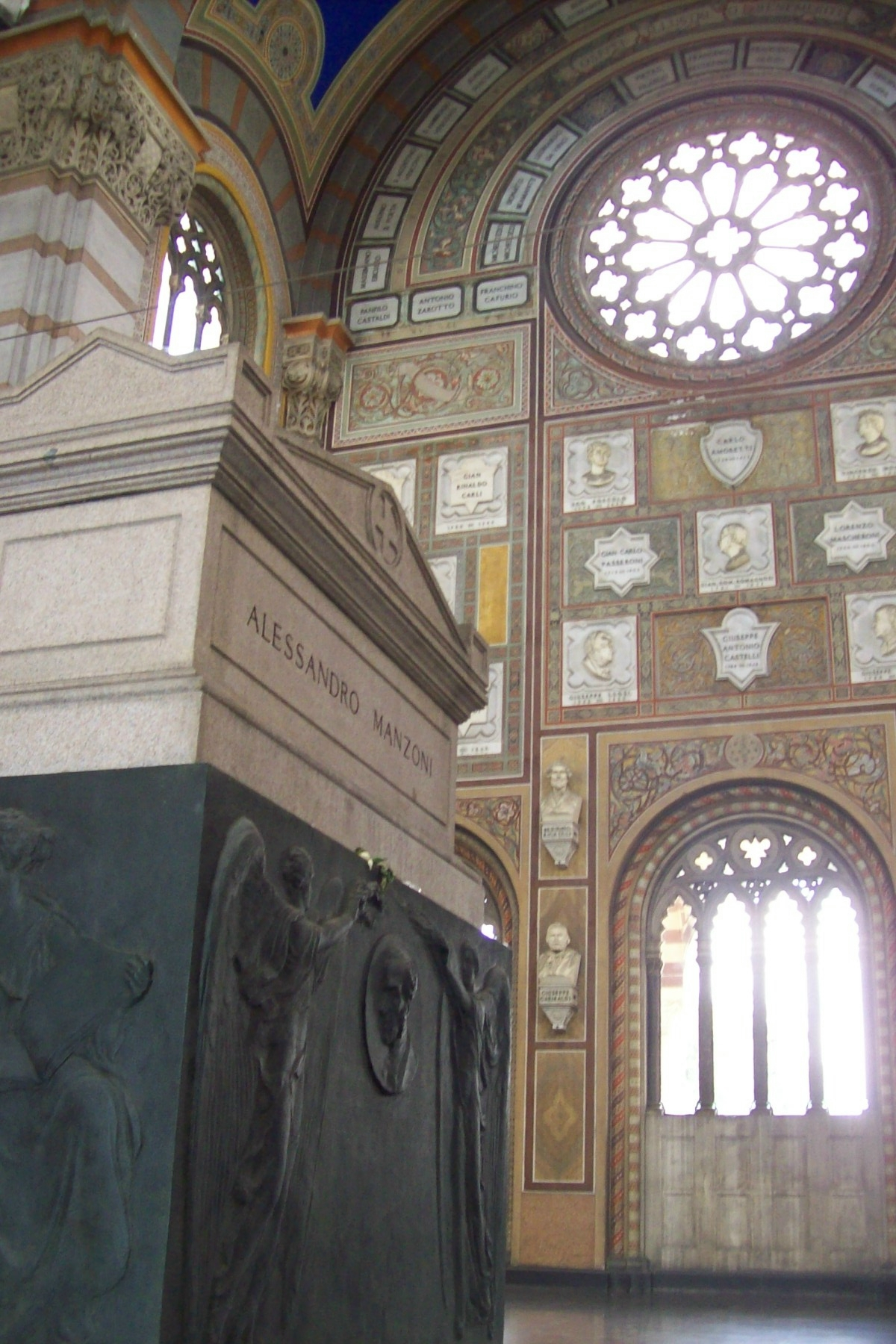
Tomba di Alessandro Manzoni nel Famedio
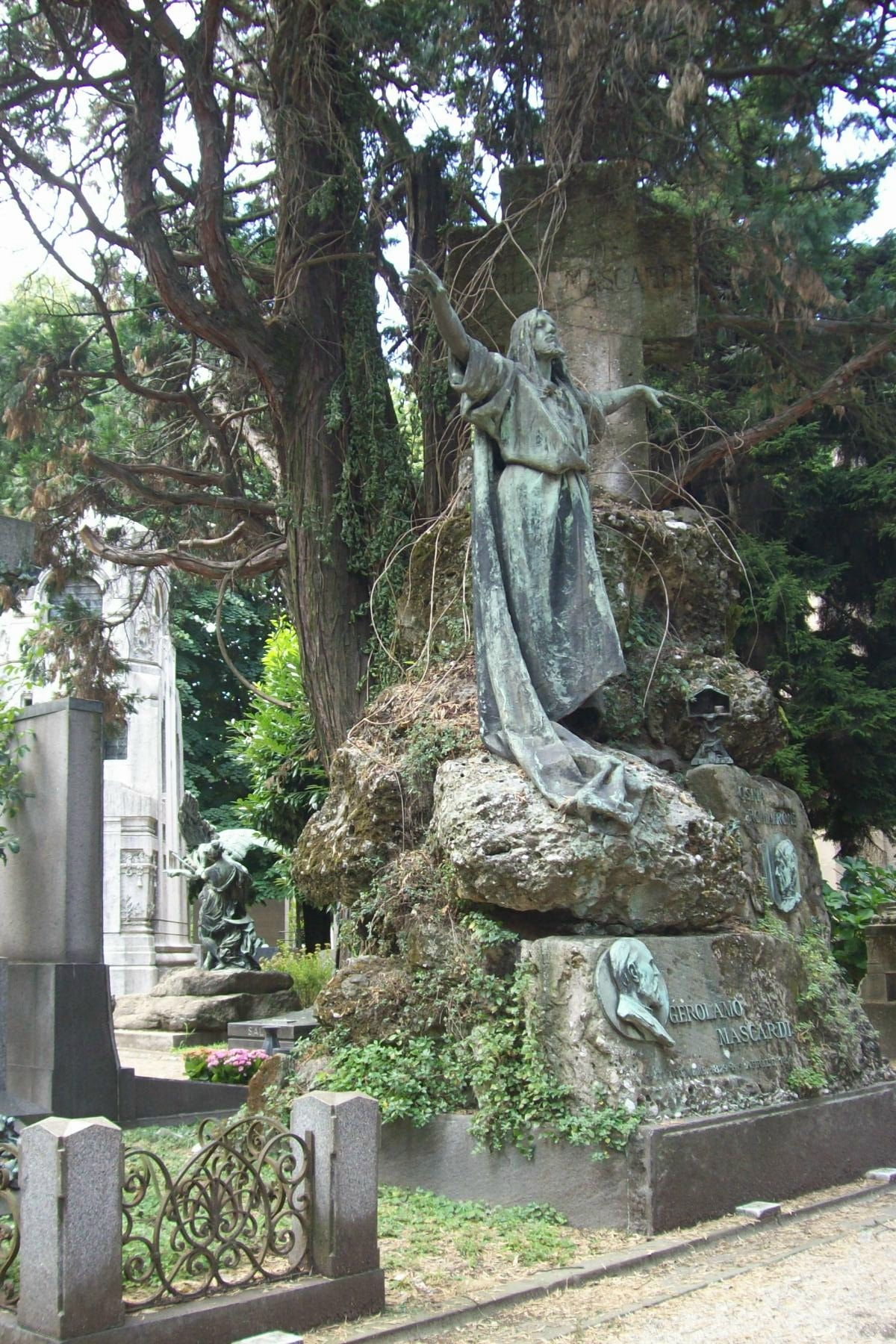
Un monumento funebre
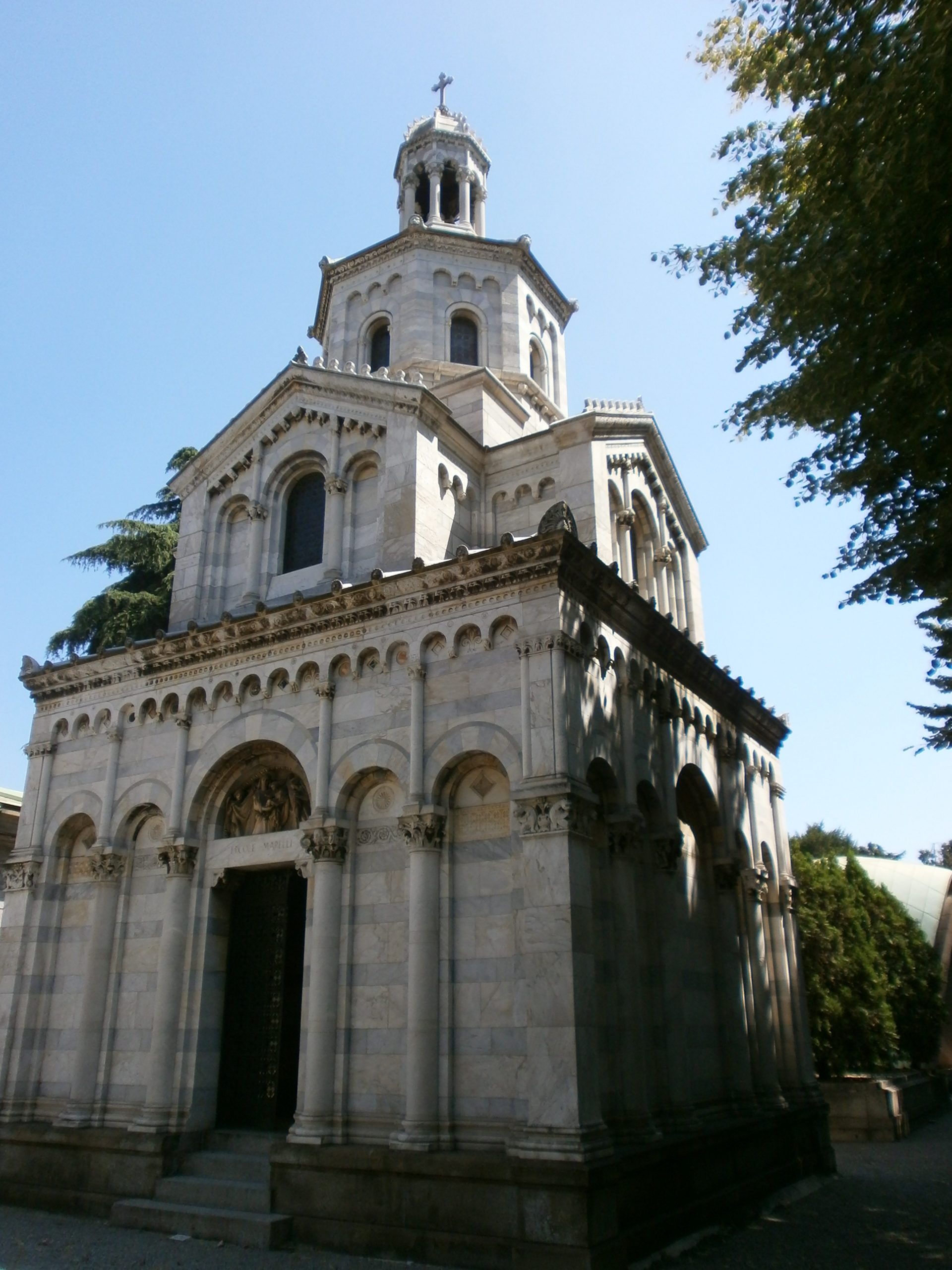
L'edicola funebre di Ercole Marelli
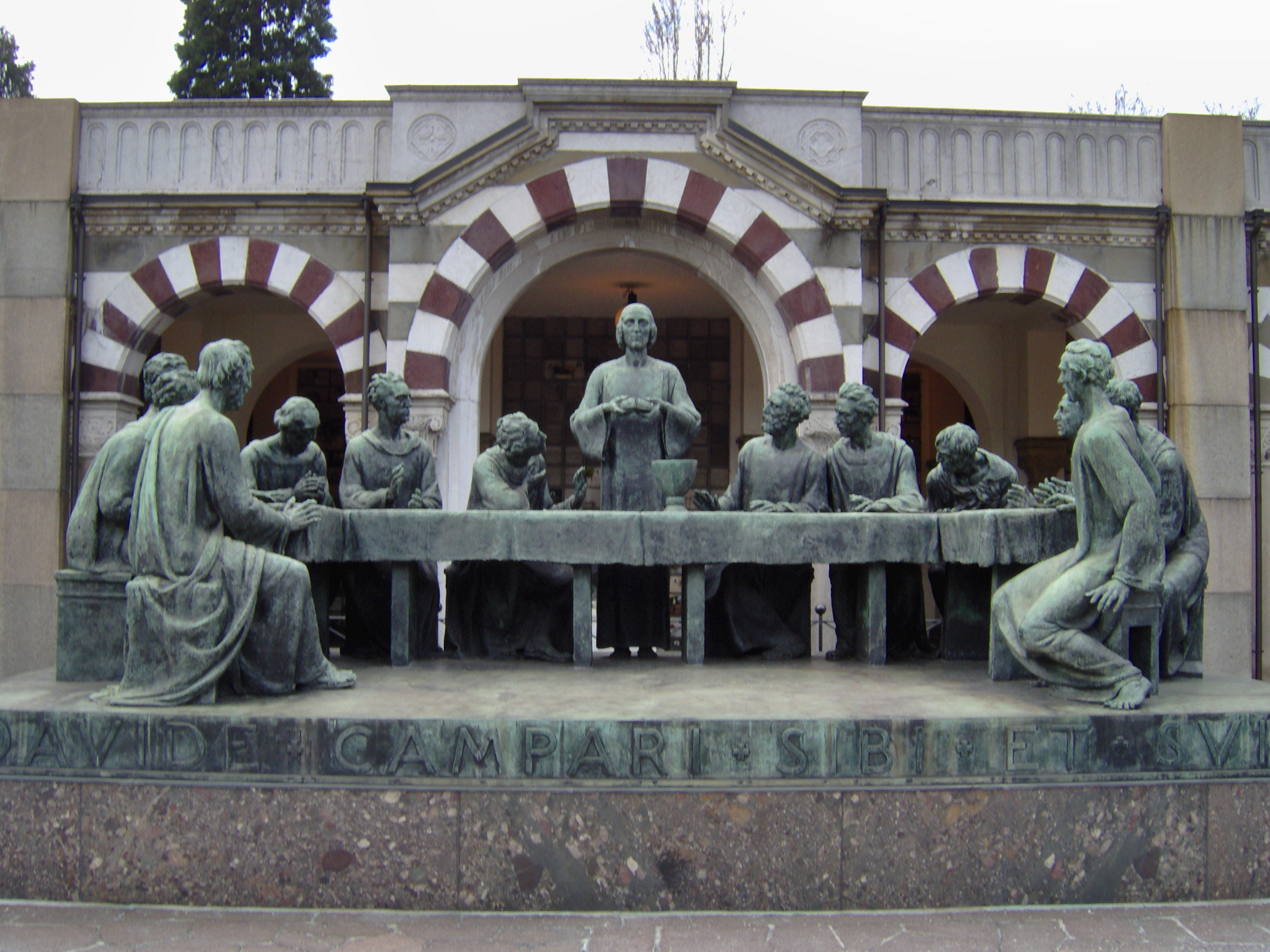
Rappresentazione dell'ultima cena, tomba di Davide Campari e famiglia
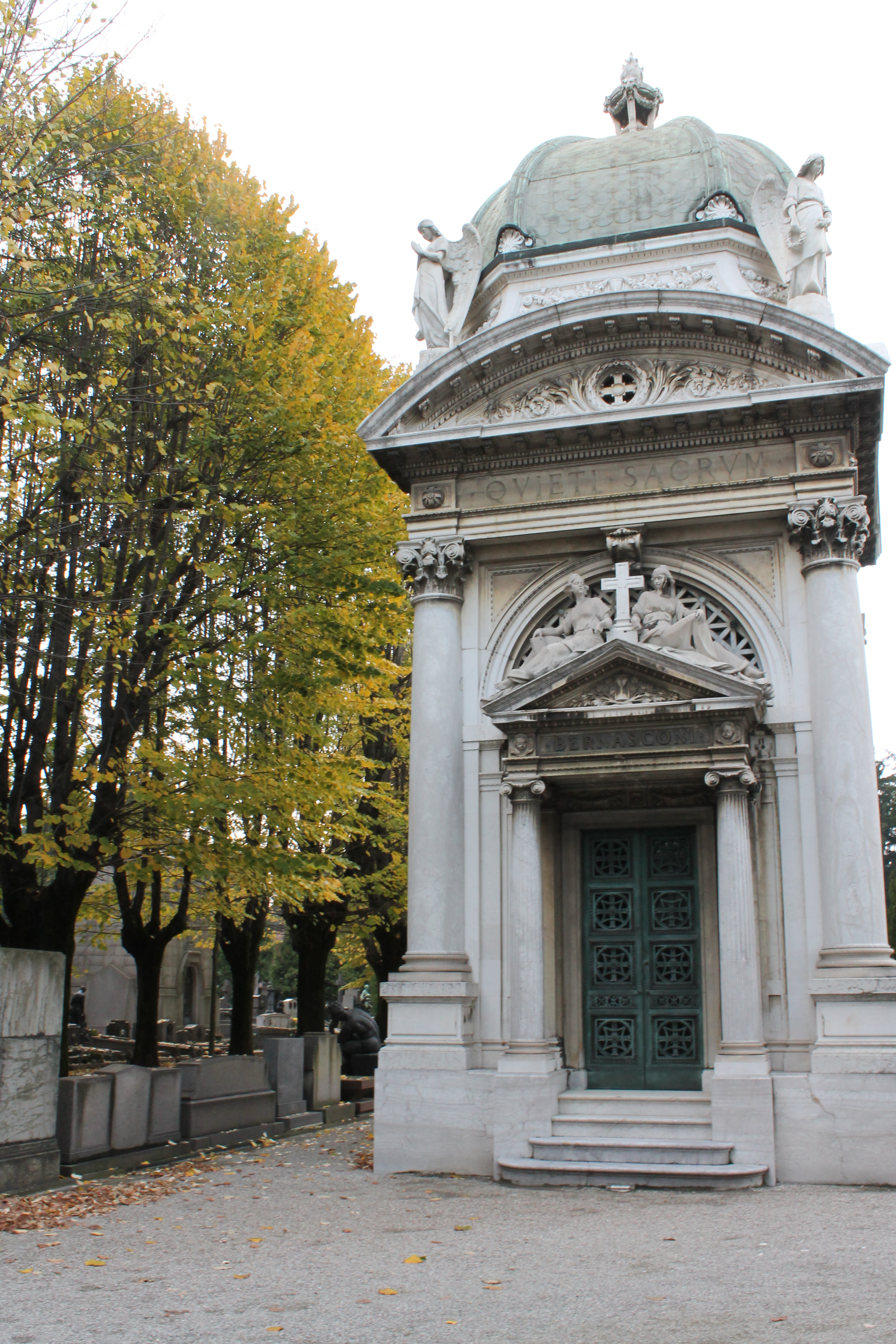
Edicola Bernasconi
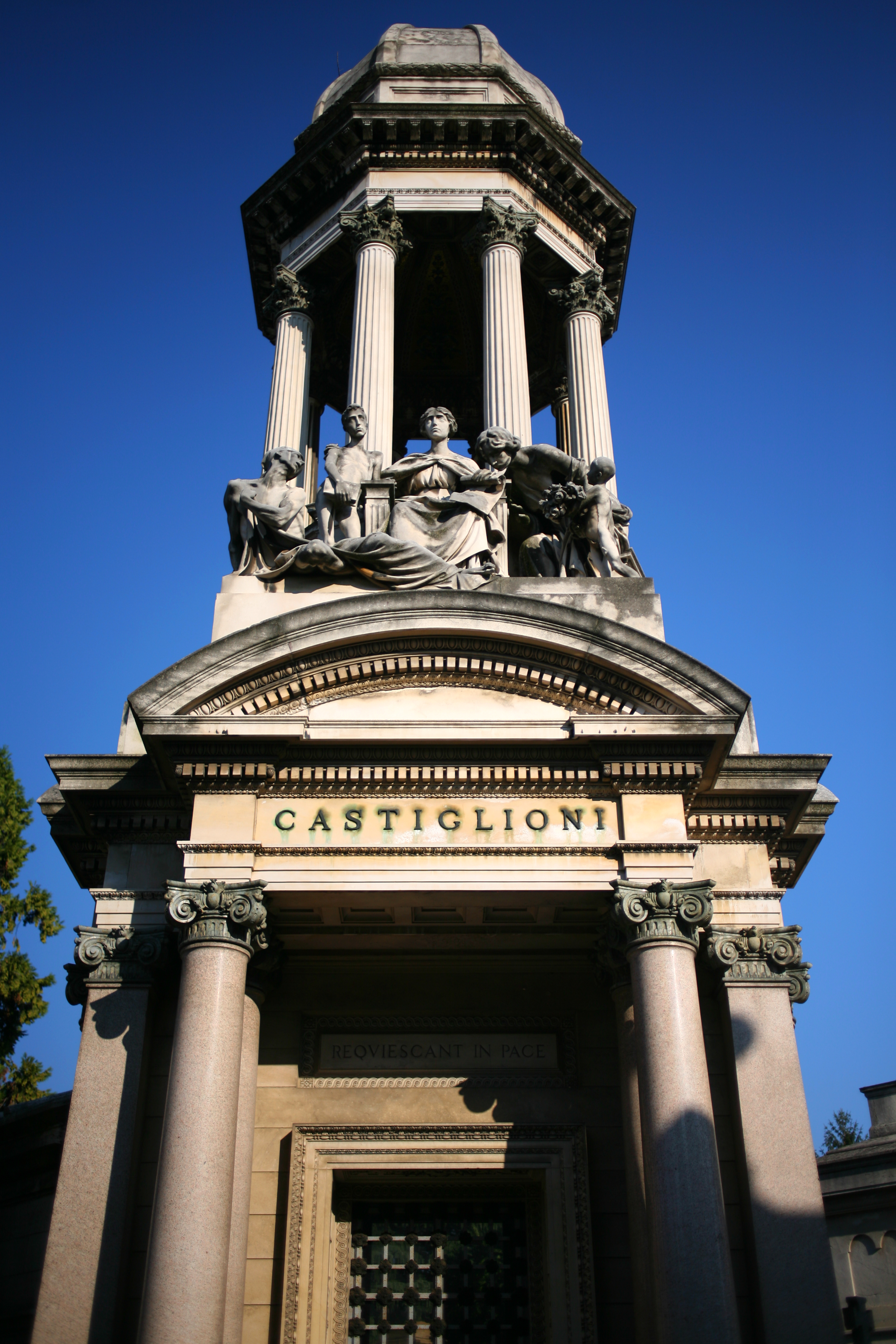
Edicola Castiglioni
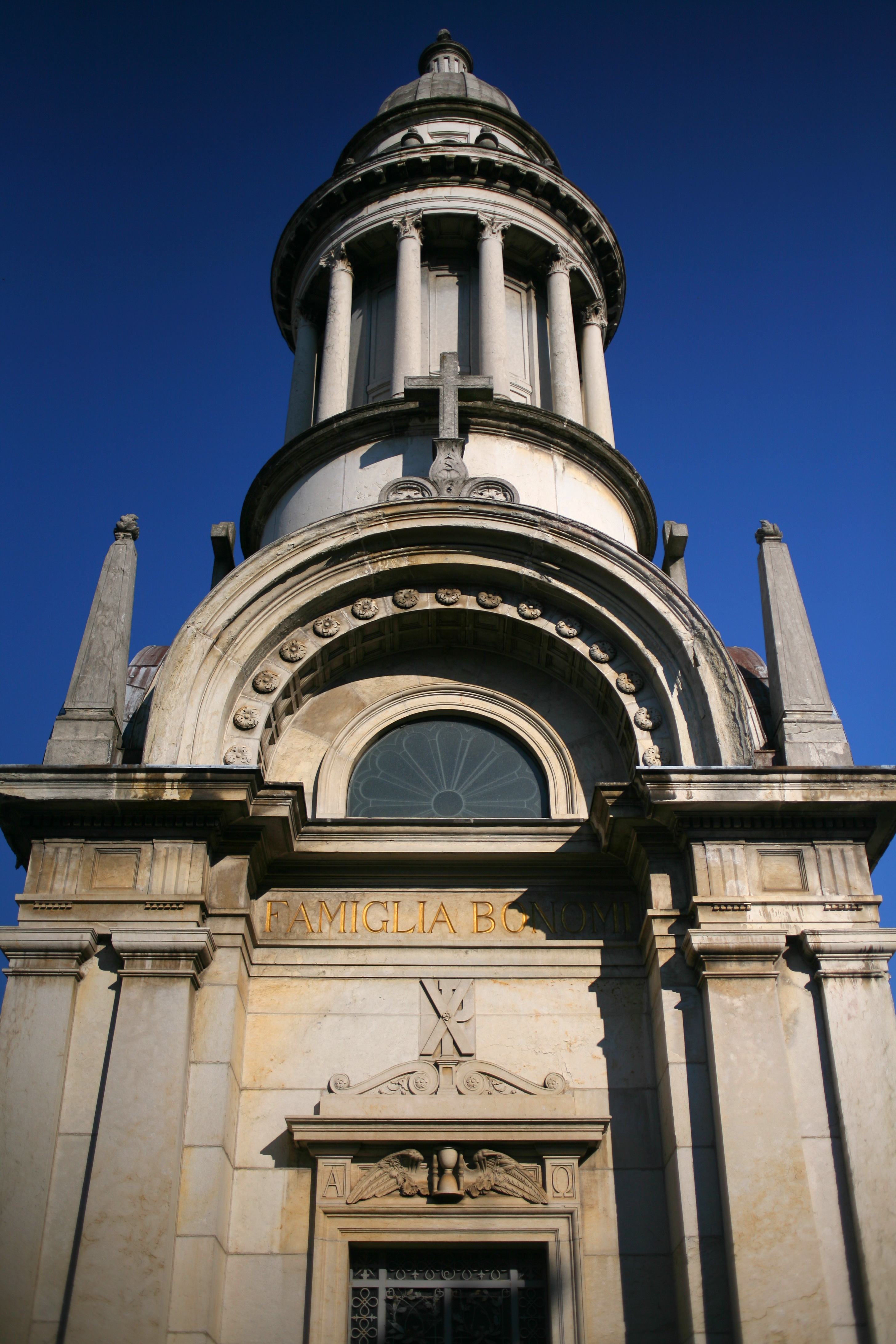
Edicola Bonomi
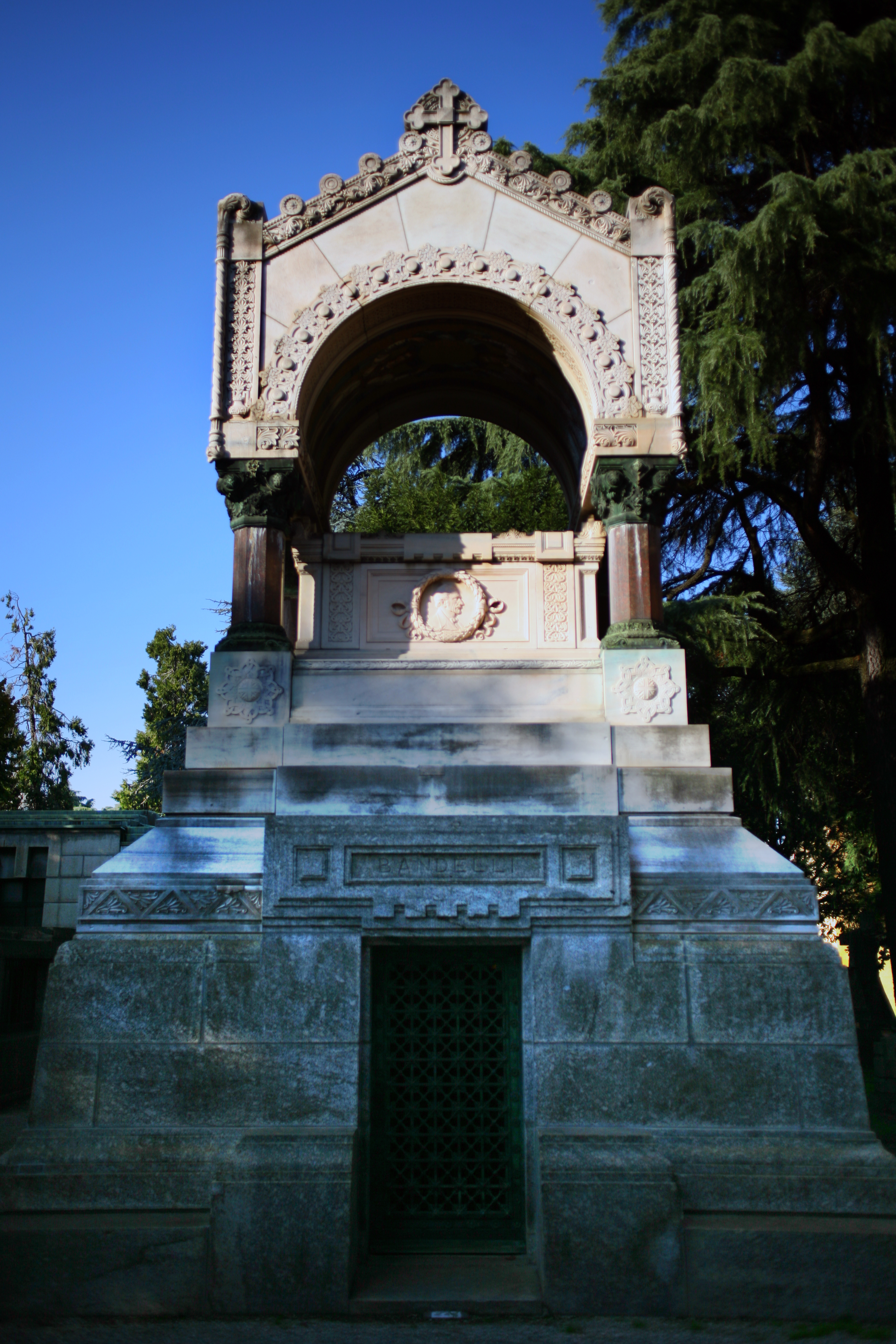
Edicola Bandelli
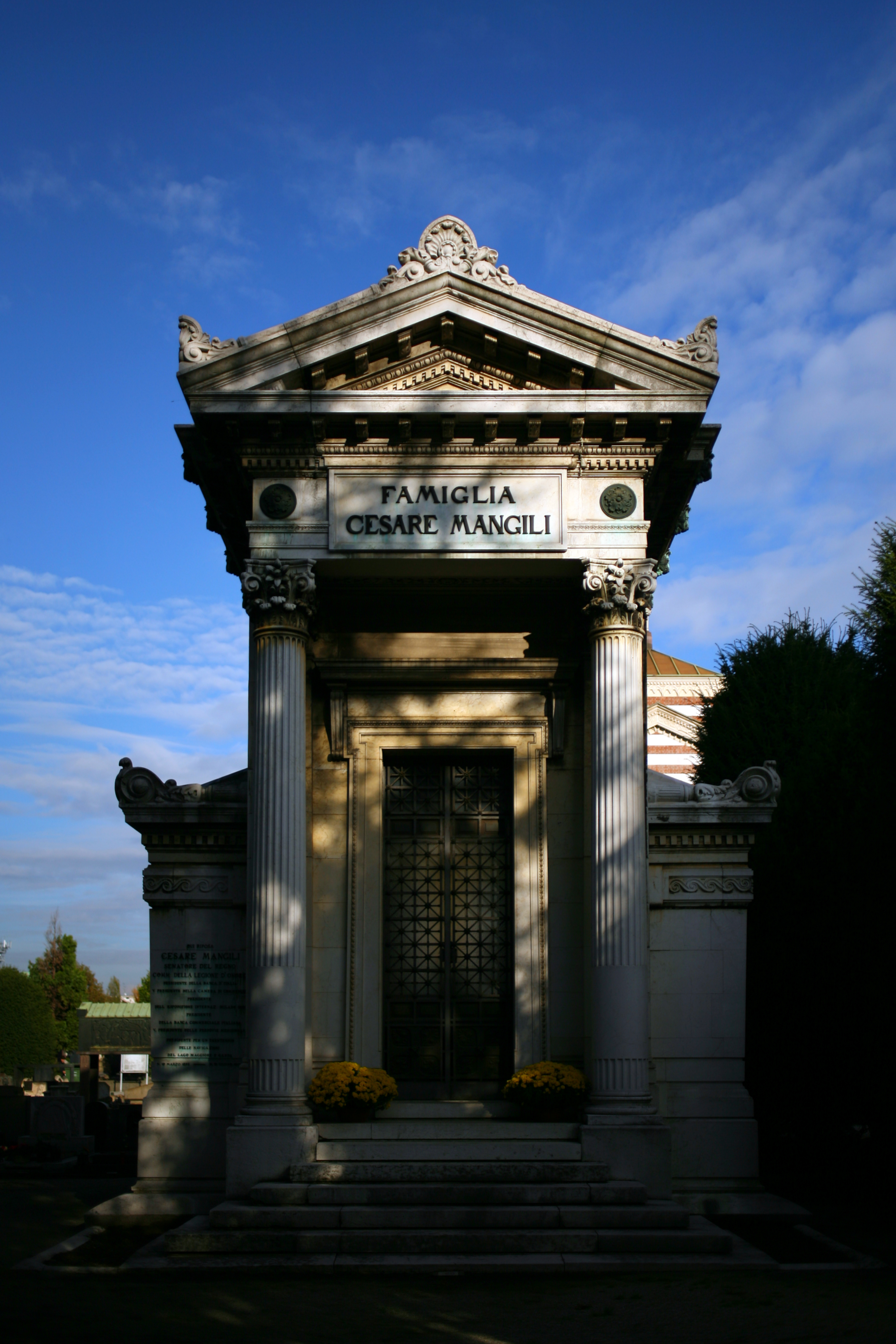
Edicola Mangili
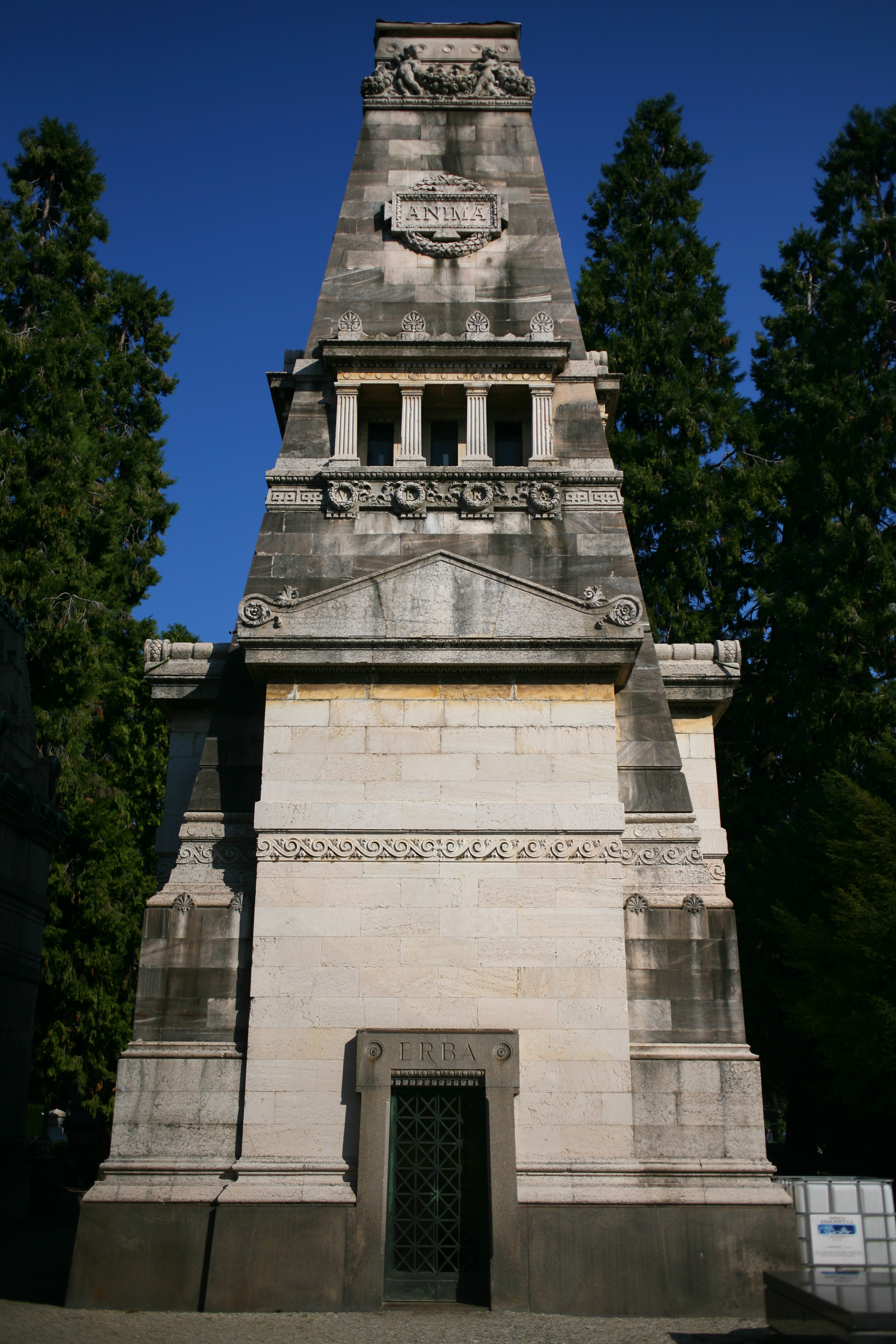
Edicola Erba
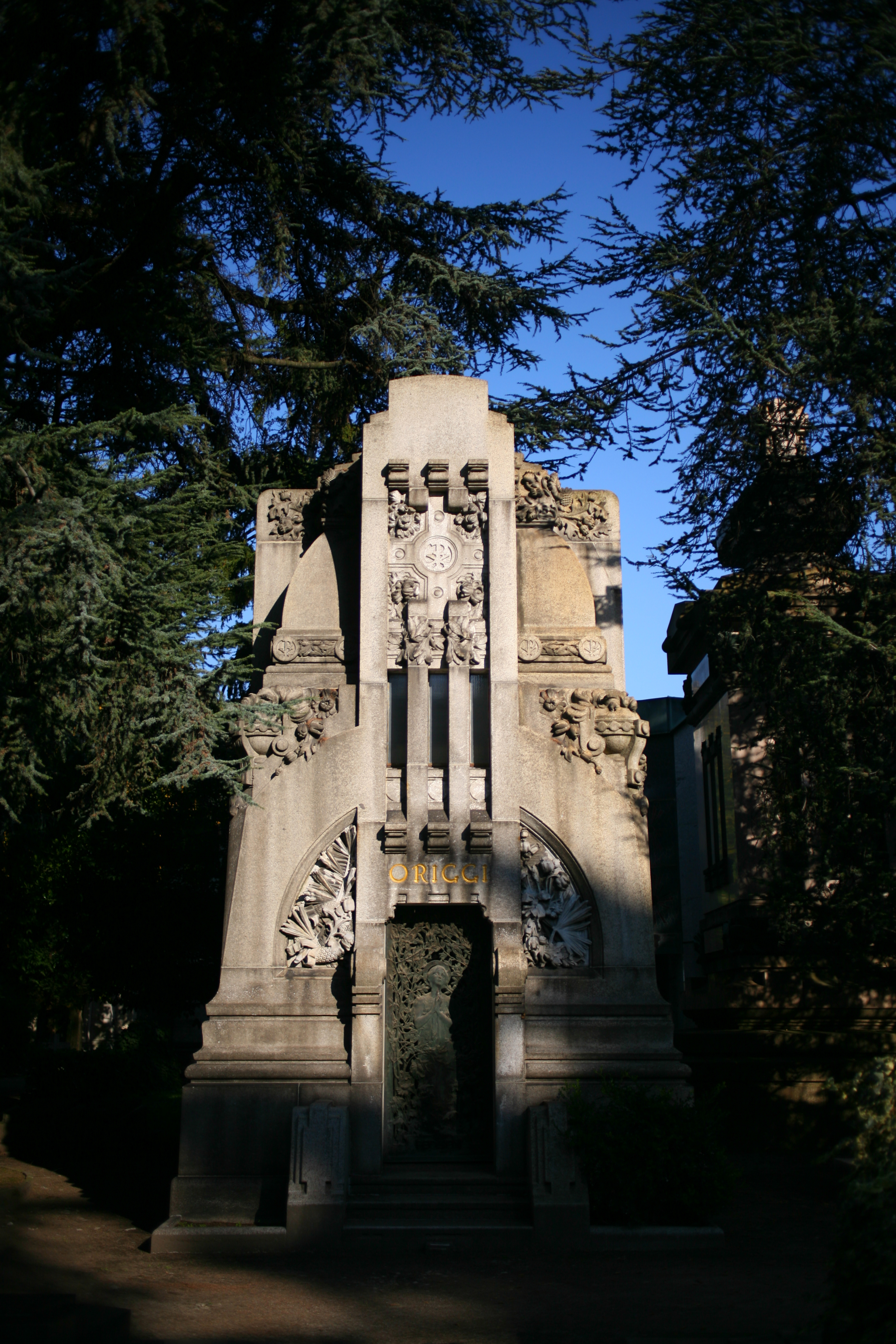
Edicola Origgi
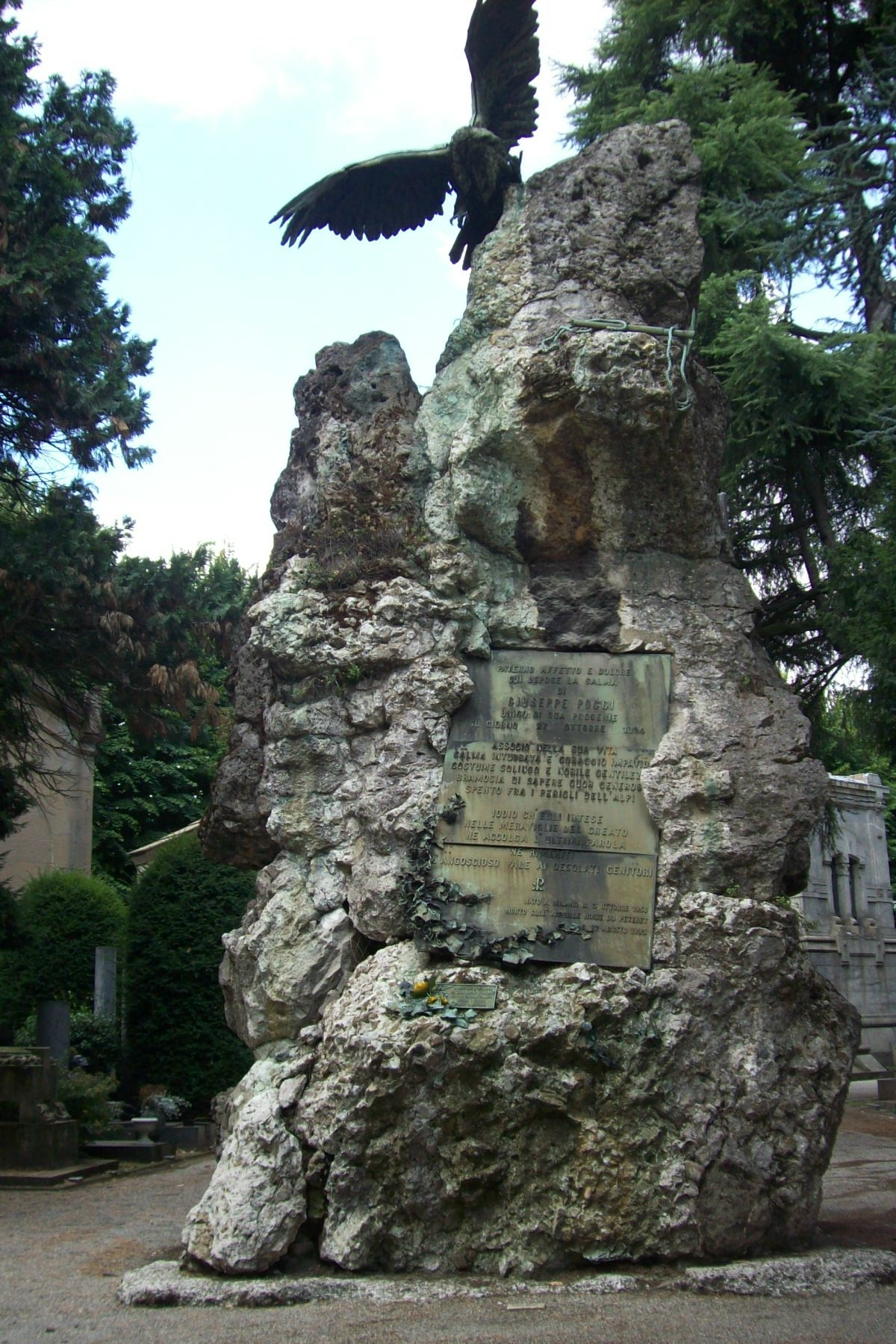
Monumento funebre a memoria di Giuseppe Poggi
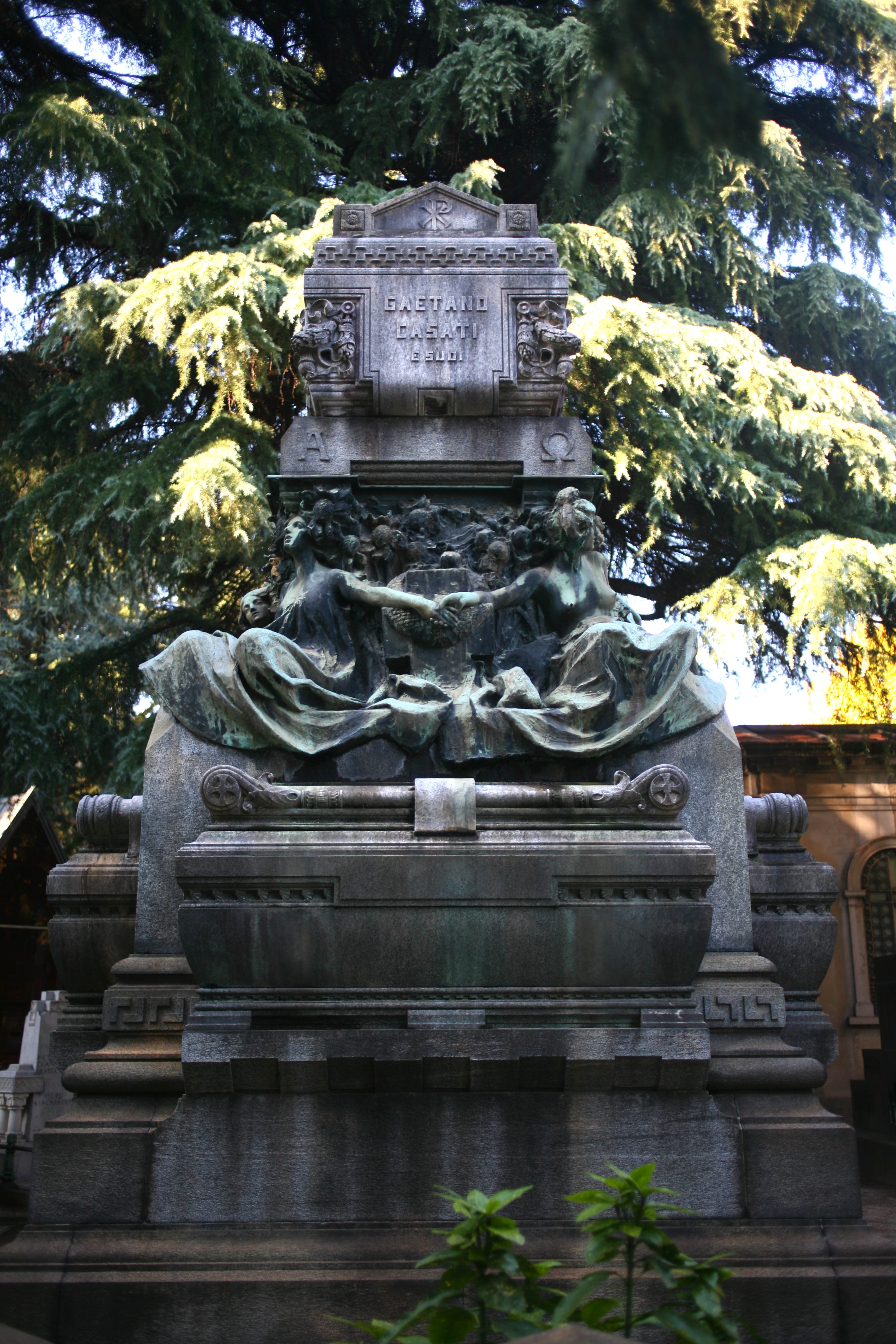
Edicola Gaetano Casati, progettata da Gaetano Moretti
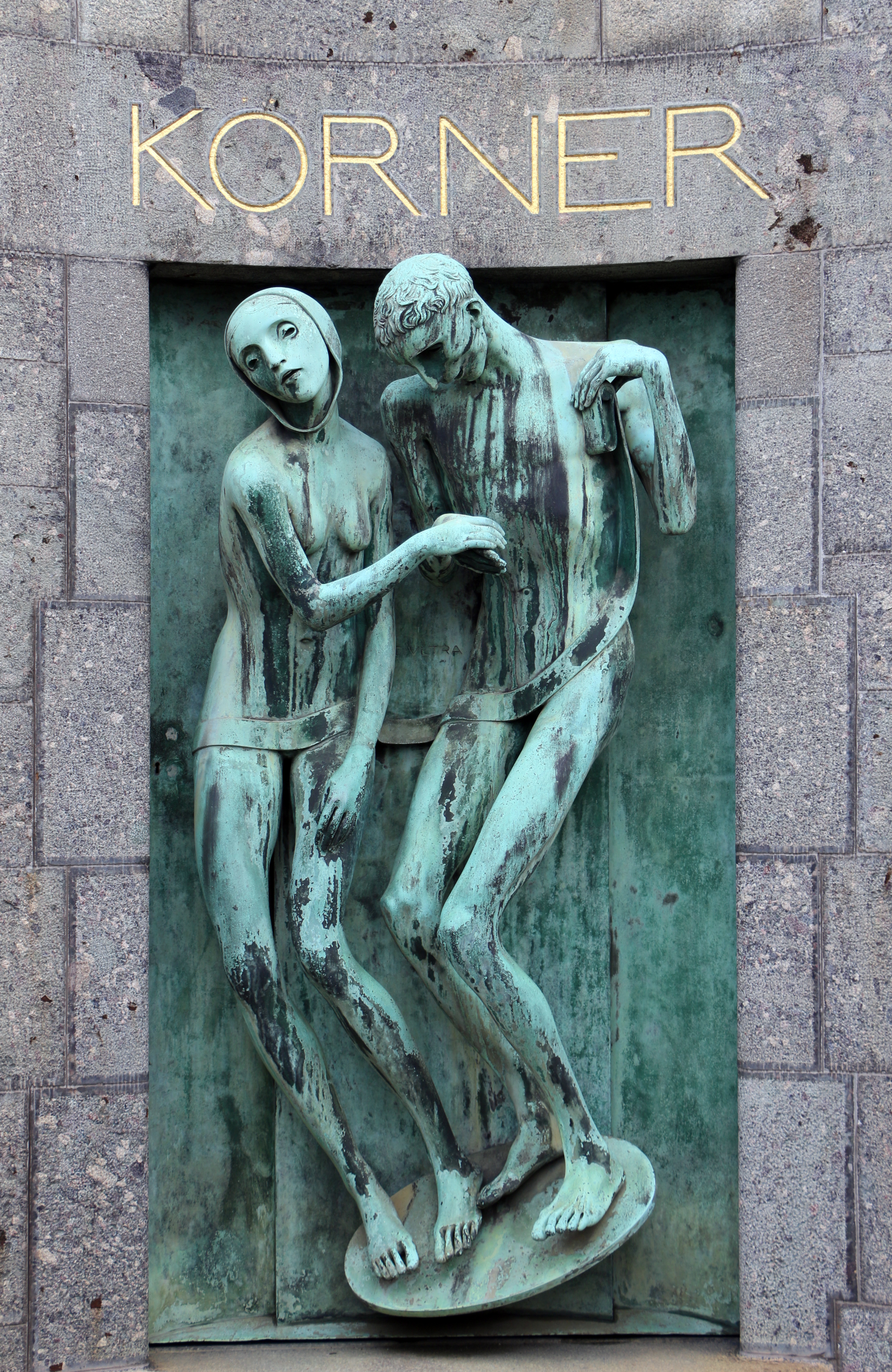
Edicola Korner, progettata da Giulio Ulisse Arata, con scultura di Adolfo Wildt
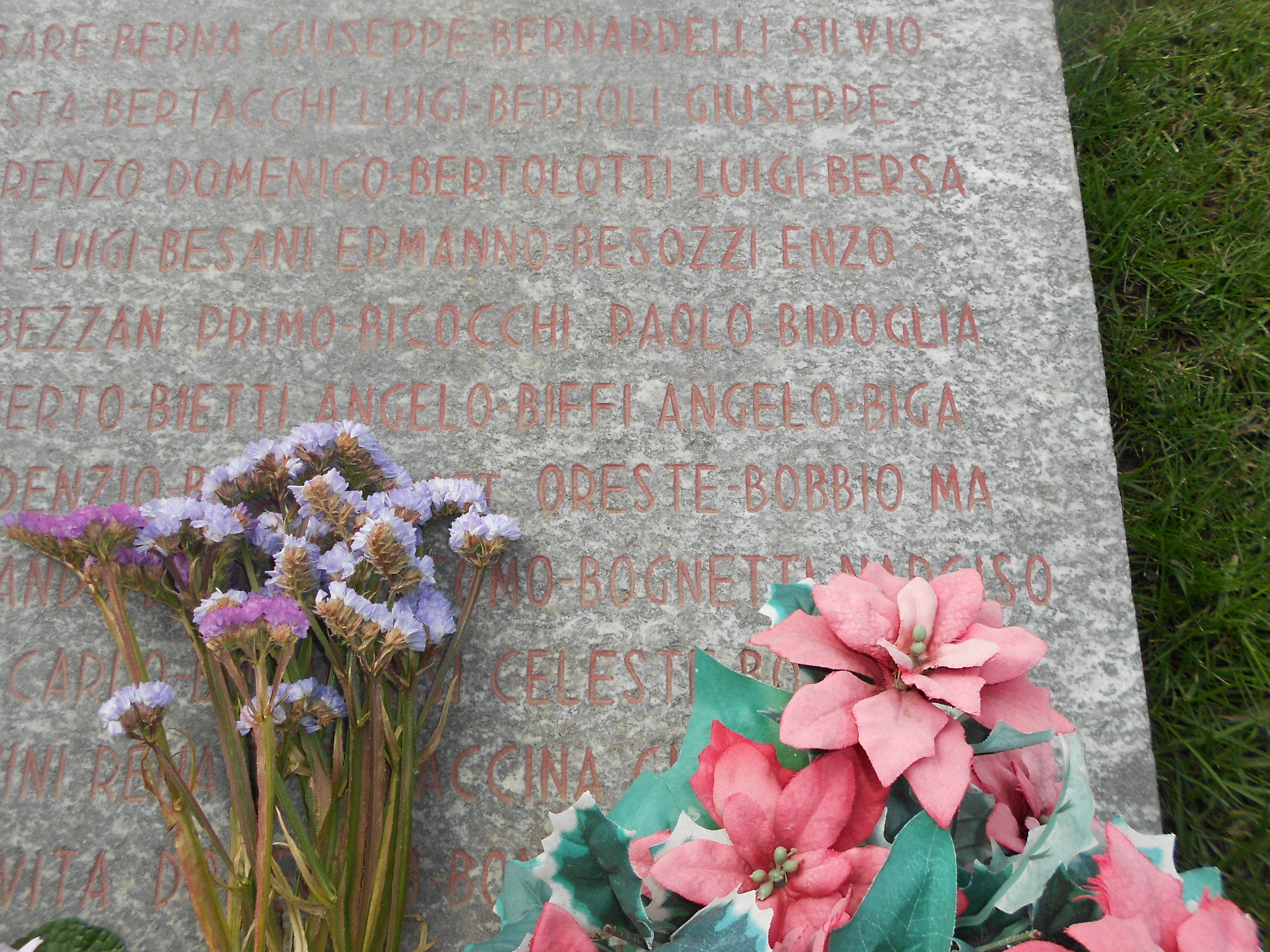
Lapide dedicata ai milanesi deportati nei lager nazisti